# Geschichte Liberias
Die Geschichte Liberias ist die Geschichte des modernen Staates Liberia, der vorangegangenen US-amerikanischen Kolonisation dieses Gebietes sowie der vorkolonialen Geschichte der Völker auf dem Gebiet des heutigen Staates.

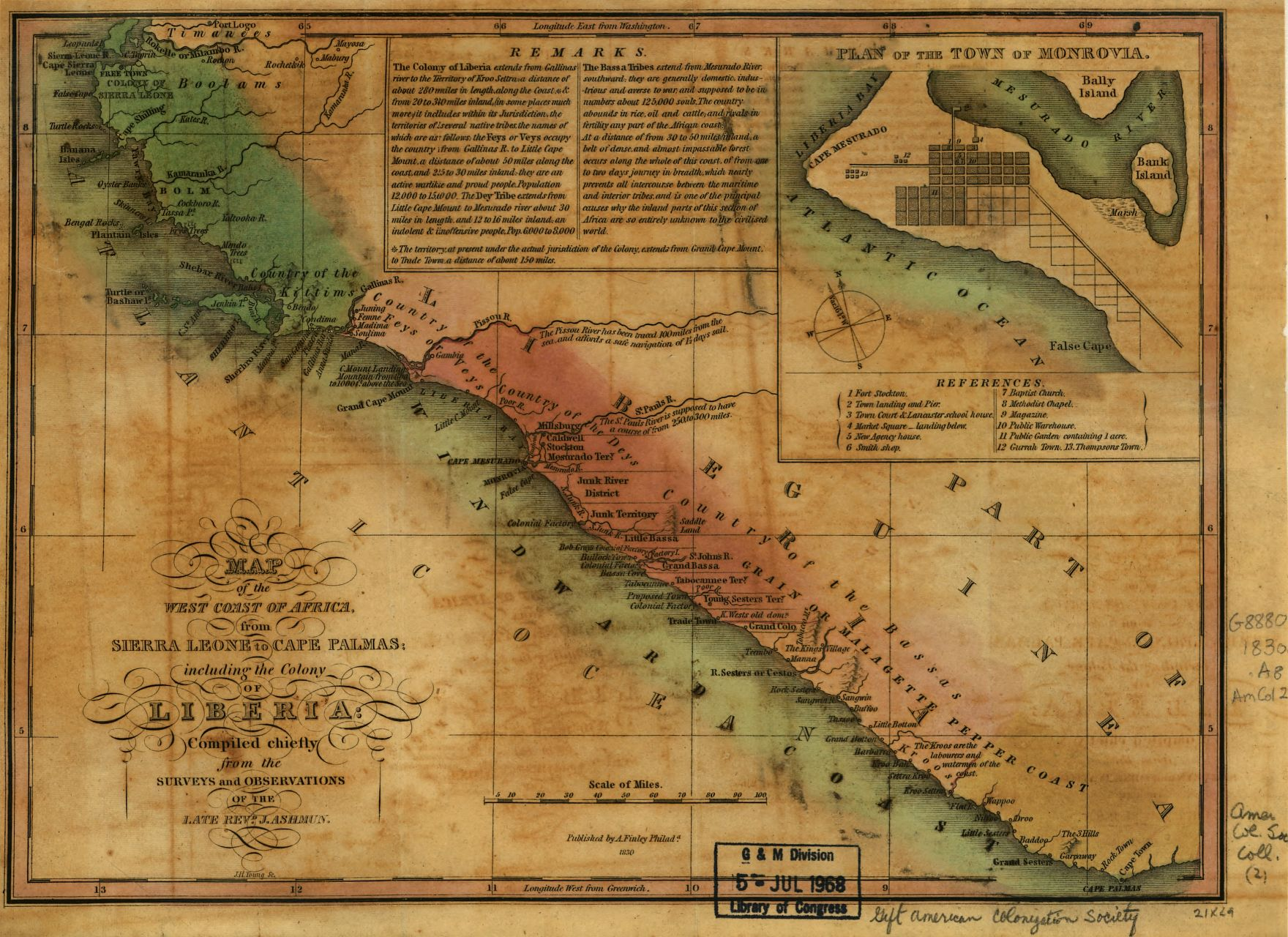
Liberia um 1830

## Ur- und Frühgeschichte
Erst in den 1970er Jahren wurde eine systematische landesweite Untersuchung der Ur- und Frühgeschichte Liberias begonnen. Diese kaum zehn Jahre andauernde Forschungskampagne lieferte wichtige Aussagen und Belege für die Besiedlungsgeschichte des Landes.
Die früheste Besiedlung des heutigen Staatsgebietes von Liberia setzte in der späten Jungsteinzeit von Norden kommend ein. Die zuwandernden Gruppen nutzten die savannenartige Landschaft in der Nimba-Region zunächst als Jagdrevier. Ein Vordringen bis zur Küste des Atlantiks erfolgte entlang der Flussläufe, diese boten den Menschen Nahrung und Orientierung. Es fanden sich bevorzugt auf Schotterflächen am Ufer der größeren Flüsse charakteristische Steinabschläge und Werkzeugreste dieser ersten Siedler, die das Leben von Wildbeutern führten.

„Wegen der notwendigen Beweglichkeit lebten Jäger und Sammler in Gruppen von 50 bis 100 Personen; mehrere solcher Gruppen bildeten durch die gemeinsame Sprache und gemeinsame Ahnen eine Einheit, die als “Stamm” bezeichnet wurde. … Besitz oder Eigentum war wegen der notwendigen Mobilität auf ein absolutes Minimum, auf das jeweils auf dem Rücken tragbare, beschränkt. Besitzverhältnisse spielten deshalb im Leben dieser Gesellschaft und ihrer Sozialstruktur keine differenzierende Rolle. Das Leben der Gruppe wurde normalerweise durch ältere Männer oder Frauen, die in der Jagd oder im Sammeln erfahren waren, geordnet. … Darüber hinaus hatten sie rituelle Funktionen, durch welche die Gemeinschaft in Verbindung mit Ahnen und Göttern treten konnte. Größere Streitfälle wurden durch Intervention der ganzen Gemeinschaft geregelt, um jedes erwerbsfähige Mitglied für das Überleben der Gruppe zu erhalten.“

Als Periplus bekannte Reisebeschreibungen antiker Autoren berichten von den Expeditionen des Sataspes und Hannos. Sie gelten inzwischen als glaubhafte Belege der ersten planmäßigen Erkundungsfahrten entlang der afrikanischen Küsten bis in den Golf von Guinea und ergänzten die zuvor bereits von ägyptischen Pharaonen in Auftrag gegebenen Forschungsreisen in das Innere des Kontinentes.

## Herkunft der indigenen Völker Liberias

Lage und Ausdehnung westafrikanischer Reiche

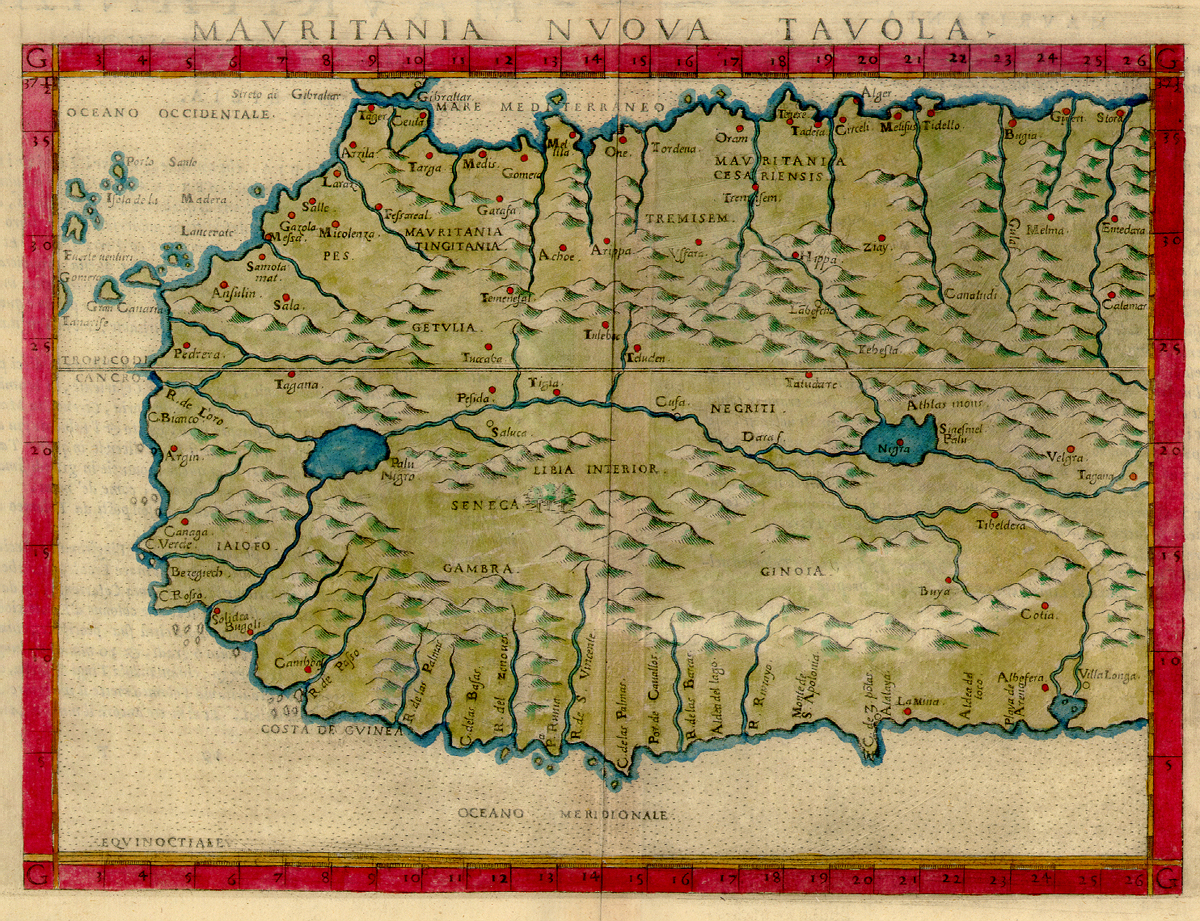
Karte Mauretaniens und der Guineaküste (1561)

Die Besiedlungsgeschichte Liberias ist ein Teilprozess der westafrikanischen Migration. Die heutige Bevölkerung Liberias setzt sich aus folgenden Ethnien zusammen:
- Die „Urbevölkerung“: Gola und Kumba
- Völkerschaften, die ab dem 6. Jahrtausend v. Chr. ankamen: Kpelle, Loma, Gbande (Gbandi), Mende, Man – als Auslöser dieser Wanderbewegung wird die beginnende Ausdehnung der Sahara angesehen (siehe: Geschichte der Sahara)
- Völkerschaften, die etwa zeitgleich mit den ersten Europäern aus östlich benachbarten Gebieten des heutigen Liberias eintrafen: Kru (Tajuasohn), Dei, Grebo, Bassa, Mamba
- Muslimische Völkerschaften als Einwanderer, die aus nördlichen Nachbargebieten eintrafen: Mandingo, Vai[3]

Die in Westafrika entstandenen Reiche am Niger waren seit dem 13. Jahrhundert in heftige Kämpfe untereinander verwickelt, die häufige Flüchtlingsströme auslösten, hierbei dienten auch die nach Süden angrenzenden tropischen Regenwaldgebiete als Rückzugsraum. Mit Zunahme dieser Kämpfe blieben offenbar Gruppen dieser Flüchtlinge im Regenwald zurück und sonderten sich so von ihren bisherigen Stammesgemeinschaften und deren Feinden ab, sie bewahrten dabei Reste ihrer Sprache, Riten und Bräuche.
Die Kultur und Religion dieser Bevölkerung basierte bereits auf der Existenz eines höchsten Wesens. Im direkten Kontakt mit den allmächtigen Göttern standen in diesem Weltbild die Geister der Ahnen, daher nahm der Ahnenkult und magische Bräuche zum Beschwören von Geistern einen zentralen Platz in der Kultur ein.
Die gesellschaftliche Struktur beruhte in den nördlichen, savannenartigen Gebieten und im Hochland auf der Landwirtschaft. Kenntnisse zur Erzeugung und Verarbeitung von Eisen waren bereits vor der Ankunft der Europäer vorhanden. Gold und Eisen wurden als Ausgangsmaterial für Schmuck und Kultobjekte sowie Waffen und Werkzeuge verwendet, Eisen diente aber auch als Handelsware und Zahlungsmittel. Bereits vor der Ankunft der Europäer bestanden Handelswege und eine kontinuierliche Warenzirkulation mit den nördlich benachbarten Niger-Kulturen.
Innerhalb der Gesellschaft hatten die jeweiligen Völker ein hierarchisches System mit einem Anführer als politischem Oberhaupt ausgebildet. Die Vielehe war ein legitimes Recht der „Könige“ und wurde später auch von untergeordneten Anführern (Krieger, Dorfhäuptlinge) praktiziert. Den größten Respekt besaß der Medizinmann, auch Zauberer und magischer Heiler. Die Gesellschaft hatte auch eine Bevölkerungsgruppe, die einen sozialen Sonderstatus als „Sklaven“ erhalten hatte. Die jeweiligen Individuen hatten in ihrem sozialen Umfeld eine Dienst- und Gehorsamkeitspflicht auferlegt bekommen.

## Kontakt mit den europäischen Entdeckern und Händlern
Im Jahr 1461 ankerten die ersten portugiesischen Schiffe an der Küste Liberias. Ohne in das Hinterland vordringen zu können, waren die Europäer an einem regen Tauschhandel mit den Küstenbewohnern interessiert. Die ersten Handelswaren, die mit den Schiffen nach Europa gelangten, waren Elfenbein, exotische Tiere und Pflanzen. Der Küstenabschnitt des heutigen Liberia erhielt den Namen Pfefferküste nach dem dort vorhandenen und bei den Europäern als Ersatz für den teuren Pfeffer aus Indien begehrten Guineapfeffer. Währenddessen hatten die Portugiesen den Seeweg nach Indien und zu den Gewürzinseln der Molukken entdeckt; der afrikanische Pfeffer verlor damit etwas an Wert, wurde aber durch konkurrierende europäische Handelsgesellschaften weiterhin nachgefragt. Zu Beginn des 16. Jahrhunderts trafen erste portugiesische Missionare an der Küste ein, aber ihr Wirken blieb fruchtlos, da viele schon nach kurzer Zeit am Sumpffieber – der zeitgenössischen Bezeichnung für Malaria oder Gelbfieber erkrankten und verstarben.

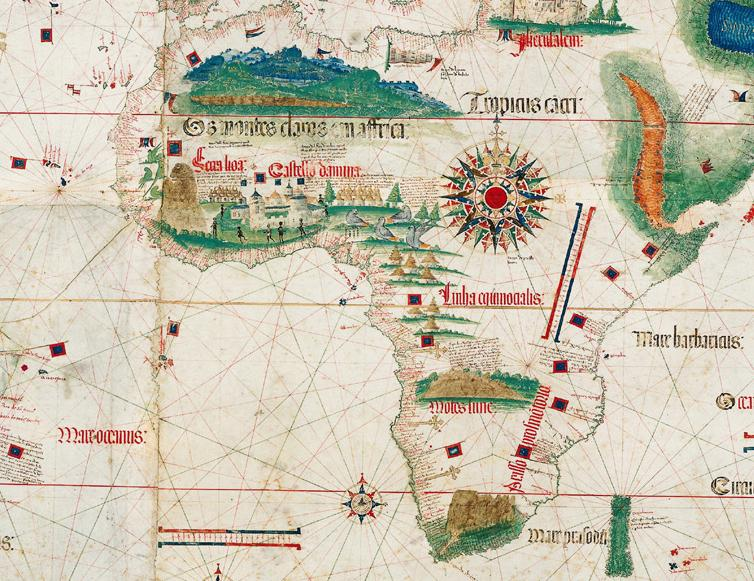
Ausschnitt einer farbenprächtigen portugiesischen Karte Afrikas von 1502.

Die Holländer begannen ab 1590 in Westafrika aktiv zu werden, zu den ersten Beschreibungen des Landesinneren von Sierra Leone und Liberia gehört der Reisebericht eines wagemutigen holländischen Kaufmanns von 1630, der in der Afrika-Beschreibung des Geografen Olfert Dapper von 1668 Verwendung fand. Mit den Spaniern, Portugiesen und Holländern gelangten auch die ersten deutschen Abenteurer in diesen Teil Afrikas: Wilhelm Johann Müller veröffentlicht 1675 in Nürnberg seinen Reisebericht: «Die auf der Guineischen Gold-Cust gelegene Landschafft Fetu». Zu dieser Zeit lockte die Goldküste – das benachbarte heutige Ghana – zahllose europäische Abenteurer an. Entlang der Küste entstanden an geeigneten Stellen zahlreiche Stützpunkte, die sich zu Basen für den bald einsetzenden Sklavenhandel entwickelten. Die Gründung der Stützpunkte zielte nicht auf die Kolonisation größerer Landgebiete, sondern dienten als sichere Häfen und Versorgungsbasen. Die Seefahrer brachten eine Reihe von neuen Anbauprodukten nach Afrika, so beispielsweise die Portugiesen aus ihren asiatischen Stützpunkten Orangen-Zitronen- und Limonenbäumchen, Ingwer, neue Reissorten und Zuckerrohr. Aus Amerika importierten sie Mais, Tabak, Ananas, Süßkartoffeln, Tomaten und viele andere Pflanzen, um neue Anbaustandorte zu erproben. Auf diese Weise profitierten die Afrikaner erheblich von der beginnenden Globalisierung.

### Zuckerrohr und der atlantische Sklavenhandel
Nach der versuchsweisen Einführung von Zuckerrohr durch Christoph Kolumbus auf der Insel Hispaniola entwickelte sich die Inselwelt der Karibik seit dem 16. Jahrhundert zur Hauptanbauregion für Zuckerrohr.
Da die indigenen Völker der Karibik dieser kolonialen Versklavung nicht gewachsen waren und auch durch eingeschleppte Krankheiten und in Aufständen zu Tausenden starben, drohte der baldige Zusammenbruch dieser florierenden Zuckerindustrie. Daraufhin entwickelte sich der atlantische Sklavenhandel, an dem sich alle in westafrikanischen Gewässern operierenden europäischen Staaten beteiligten.
| Prozentuale Exportanteile am atlantischen Sklavenhandel | Prozentuale Exportanteile am atlantischen Sklavenhandel | Prozentuale Exportanteile am atlantischen Sklavenhandel |
| Region                                                  | 17. Jh.                                                 | 18. Jh.                                                 |
| ------------------------------------------------------- | ------------------------------------------------------- | ------------------------------------------------------- |
| Senegambien                                             | 4,70                                                    | 5,13                                                    |
| Sierra Leone                                            | 0,39                                                    | 3,62                                                    |
| Pfefferküste                                            | 0,05                                                    | 2,35                                                    |
| Goldküste                                               | 6,69                                                    | 14,31                                                   |
| Bucht von Benin                                         | 17,02                                                   | 20,17                                                   |
| Bucht von Biafra                                        | 9,63                                                    | 14,97                                                   |
| West-Zentralafrika                                      | 60,59                                                   | 38,41                                                   |
| Südost-Afrika                                           | 0,93                                                    | 1,05                                                    |

Um den Handel mit Sklaven in Gang zu bringen, wurden geschickt Spannungen und Rivalitäten zwischen den afrikanischen Völkern ausgenutzt. Afrikaner besorgten den Nachschub, um selbst an dem Handel zu profitieren. Auch das Küstengebiet von Liberia war in den Sklavenhandel einbezogen, namentlich die Mandingo wurden von den Spaniern bis zum Beginn des 19. Jahrhunderts als Sklavenjäger in das Hinterland geschickt. Zu den florierenden Handelsplätzen gehörte der Ort Trade Town östlich von Monrovia.
Im gesamten 17. Jahrhundert betrug der Anteil der Pfefferküste (Liberia) lediglich 0,05 Prozent am Handelsvolumen, das entsprach einer Anzahl von etwa 800 verschifften Sklaven. Im ersten Viertel des 18. Jahrhunderts nahm der Sklavenhandel zu, es wurden 4.200 Sklaven verschifft, im zweiten Viertel wurden 14.300 Sklaven verschifft, im dritten Viertel, der Blütezeit des Sklavenhandels, waren es sogar 105.100 Sklaven, im letzten Viertel des 18. Jahrhunderts sank die Zahl bereits deutlich auf 19.500 Sklaven.
siehe auch: Atlantischer Sklavenhandel, Bartolomé de Las Casas – Chronzeuge für die Zustände auf Hispaniola

### Folgen der Revolutionen in Frankreich und auf Haiti

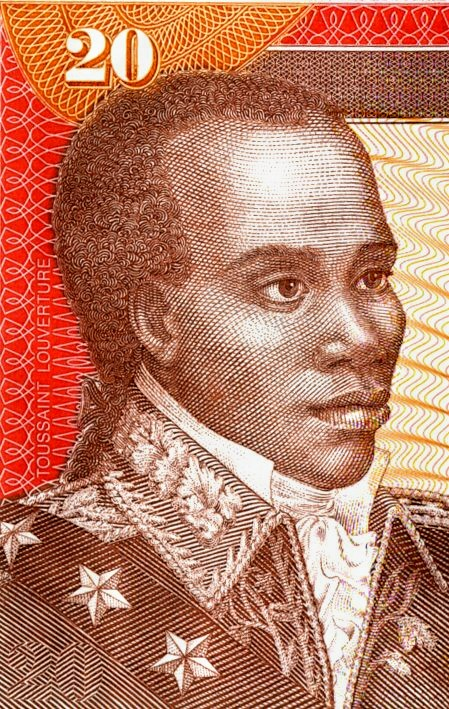
General Louverture, Sohn eines Sklaven aus Benin

Die Ereignisse der Französischen Revolution von 1789 setzten sich auch in den Kolonialgebieten Frankreichs fort. Wahrscheinlich waren die als Haitianische Revolution bezeichneten Ereignisse der Wendepunkt im bis dahin florierenden europäisch-amerikanischen Sklavenhandel.
Es kam schon vor 1790 häufig zu Sklavenrevolten, die aber immer niedergeschlagen wurden. Der von François-Dominique Toussaint Louverture, Sohn eines aus dem heutigen Benin verschleppten Afrikaners, geführte Aufstand der afrikanischen Sklaven auf Haiti war jedoch erfolgreich. Die bewaffneten Kämpfe zogen sich auch während der Herrschaft Napoleons hin und endeten am 1. Januar 1804 mit der Verkündung der Unabhängigkeit Saint Domingues von Frankreich; damit wurde Haiti der erste freie lateinamerikanische Staat.
Auch die Briten hatten im benachbarten Jamaika in großem Stil vom Sklavenhandel profitiert, betrieben zudem noch Kaffee-, Tabak- und Baumwollplantagen in Nordamerika und bewirkten damit die Ausweitung des Sklavenhandels. Von 1600 bis 1800 veranlassten die Engländer den Import von fast 1,7 Millionen Menschen als Sklaven in ihre westindischen Besitzungen. Mit einem Eingriff in die Kämpfe auf Haiti hätten sie die alte Ordnung wiederherstellen können, doch die britische Regierung enthielt sich dieser Option.

### Die USA im Kampf mit den Barbareskenstaaten
Seit 1795 wurden die Schiffe der Handelsflotte der Vereinigten Staaten von Amerika im Mittelmeer von Piratenüberfällen heimgesucht, die von den Berber-Staaten an der jetzt libyschen, tunesischen und algerischen Küste ausgingen. Die gekaperten Schiffe wurden ausgeplündert oder als Pfand für Lösegelder einbehalten, den Schiffsbesatzungen drohte die Sklaverei im nordafrikanischen Hinterland. Diese Ereignisse lösten den ersten Seekrieg seit Erlangung der Unabhängigkeit aus, den die gerade in Dienst gestellte US-Marine fern der Heimat zu bewältigen hatte. Es gelang, nachdem diplomatische Verhandlungen durch Thomas Jefferson ohne bleibende Erfolge verliefen, durch den Einsatz der Kriegsmarine im Amerikanisch-Tripolitanischen Krieg und im wenige Jahre später folgenden Zweiten Barbareskenkrieg, die meisten Schiffe der nordafrikanischen Piraten und Sklavenhändler aufzubringen. Die Demütigungen und der Schock über die zunächst horrenden Lösegeldforderungen hatten die amerikanische Öffentlichkeit in starkem Maße sensibilisiert, ein rigoroses Vorgehen der Kriegsmarine gegen Piraten und Sklavenschiffe wurde aus diesen Ereignissen in den folgenden Jahrzehnten vor der westafrikanischen Küste legitimiert.

### Beginnender Kampf gegen den atlantischen Sklavenhandel
Es werden verschiedene Gründe angeführt, die für einen Gesinnungswechsel in der französischen und britischen Gesellschaft und auch in den Vereinigten Staaten zur Abkehr vom Sklavenhandel und schließlich zur militärischen Bekämpfung der Sklavenhändler führten. Drei Punkte werden als wesentliche Gründe dafür genannt: der Humanismus hatte die moralische Rechtfertigung der Sklaverei in der Gesellschaft in Frage gestellt, in gleicher Weise traten die europäischen Kirchen aller Konfessionen gegen die Sklaverei auf. Letztendlich entscheidend war jedoch der wirtschaftliche Aspekt: indem Briten und Franzosen von der Sklaverei Abstand nahmen, waren ihre Kolonialwaren nicht mehr mit diesem Makel der Herkunft behaftet, gleichzeitig konnten sie ihre portugiesischen und spanischen Konkurrenten wirtschaftlich enorm schädigen, indem sie den Nachschub an Arbeitssklaven verhinderten. In den Vereinigten Staaten kam als zusätzlicher Aspekt noch die Furcht vor Sklavenaufständen hinzu, da man sich, wie auch in Haiti, in den Südstaaten bereits zahlenmäßig in der Unterzahl befand, stimmten viele Bürger der amerikanischen Südstaaten einer Repatriierung von Sklaven nach Afrika zu.
Erste Versuche, den Sklavenhandel in Westafrika einzudämmen, begannen in der zweiten Hälfte des 18. Jahrhunderts in Großbritannien. Der Fall des 1771 entlaufenen Sklaven James Somerset brachte die höchstrichterliche Bestätigung, dass die Institution der Sklaverei weder moralisch noch politisch zu rechtfertigen sei und auch nie per Gesetz erlaubt werden konnte.

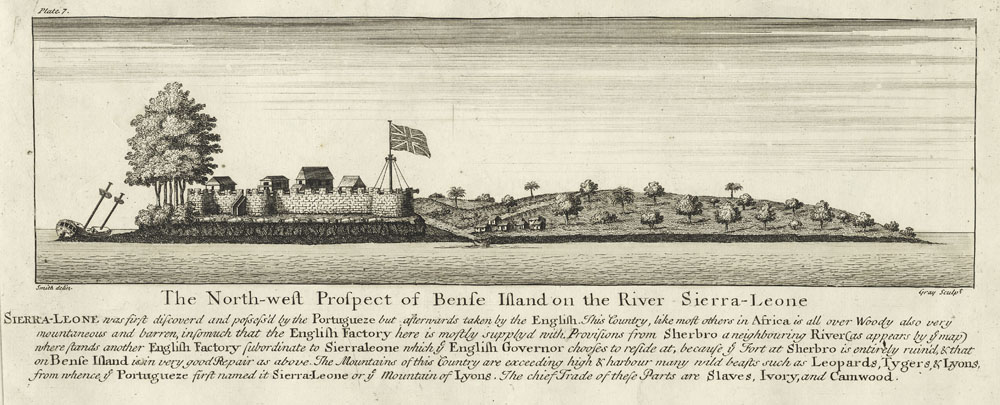
Im Schutz der britischen Festung auf Bunce Island (Sierra Leone) wurden erstmals befreite Sklaven angesiedelt.
Hier landeten auch die ersten amerikanischen Übersiedler.

Die britische philanthropische Organisation The Black Poor Society um Granville Sharp begann damit, den in Großbritannien verwahrlosten Schwarzafrikanern zu einer Rückkehr in ihre Heimat zu verhelfen. Kurz nach dem Amerikanischen Unabhängigkeitskrieg erwarb The Black Poor Society 1787 ein Stück Land an der Küste von Sierra Leone, um es zur Ansiedlung von ehemaligen Sklaven zu nutzen, die während des Amerikanischen Unabhängigkeitskrieges von 1776 auf der Seite Großbritanniens gekämpft hatten. Schon 1787 wurde eine Gruppe von 380 freien britischen Schwarzen auf der durch eine britische Festung geschützten Halbinsel angesiedelt. Als die Mehrheit von ihnen innerhalb kürzester Zeit an Malaria und Gelbfieber erkrankte, wurde das Experiment, eine Kolonie als Stützpunkt der britischen Handelsmarine zu gründen, zunächst wieder verworfen. Mit der späteren Hauptstadt Freetown entstand dann ein dauerhafter Stützpunkt zur Bekämpfung des Sklavenhandels.
Vor der gesetzlichen Abschaffung des Sklavenhandels durch Dänemark (1802) und Großbritannien (1807) waren die europäischen Stützpunkte in Westafrika beinahe ausschließlich mit dem Sklavenhandel beschäftigt; Gold, Elfenbein, Leder und Häute wurden nur noch gelegentlich als Ware verschifft. Dies führte in verschiedenen europäischen Ländern zu Engpässen bei den Herstellern von Luxuswaren und kunsthandwerklichen Objekten. Die am Gambia-Fluss und am Niger ins Landesinnere vorstoßenden Briten erkannten die eigentlichen Chancen des Afrikahandels, denn als Industrienation benötigten sie verlässliche Rohstoffquellen und Absatzmärkte. Mit Libreville, im heutigen Gabun, wurde durch die Franzosen ein weiterer Stützpunkt im Kampf gegen den atlantischen Sklavenhandel geschaffen. Es war der französische Regierungsbeamte Victor Schœlcher, der nach einer Dienstreise in die französischen Karibik-Kolonien 1833 die entsprechende Gesetzesvorlage durchsetzen konnte.

## American Colonization Society
Der amerikanische Kongress erließ 1816 eine Charta für die American Colonization Society (Amerikanische Kolonialisierungsgesellschaft), die sich der „Rückführung“ aus der Sklaverei befreiter Schwarzer nach Afrika widmete. Der erste Präsident der American Colonization Society war der spätere US-Präsident James Monroe aus Virginia.

### Fiasko auf der Sherbro-Insel
| Agenten der ACS Gouverneure von Liberia | Agenten der ACS Gouverneure von Liberia |
| --------------------------------------- | --------------------------------------- |
| Eli Ayres                               | 1822                                    |
| Frederick James                         | 1822                                    |
| Eliah Johnson                           | 1822                                    |
| Jehudi Ashmun                           | 1822                                    |
| Lott Carey                              | 1828                                    |
| Richard Randall                         | 1828                                    |
| William Mechlin                         | 1829                                    |
| John B. Pinneg                          | 1834                                    |
| Ezekiel Skinner                         | 1835                                    |
| A.D. Williams                           | 1836                                    |
| Thomas Buchanan                         | 1839                                    |
| Joseph J. Roberts                       | 1841                                    |

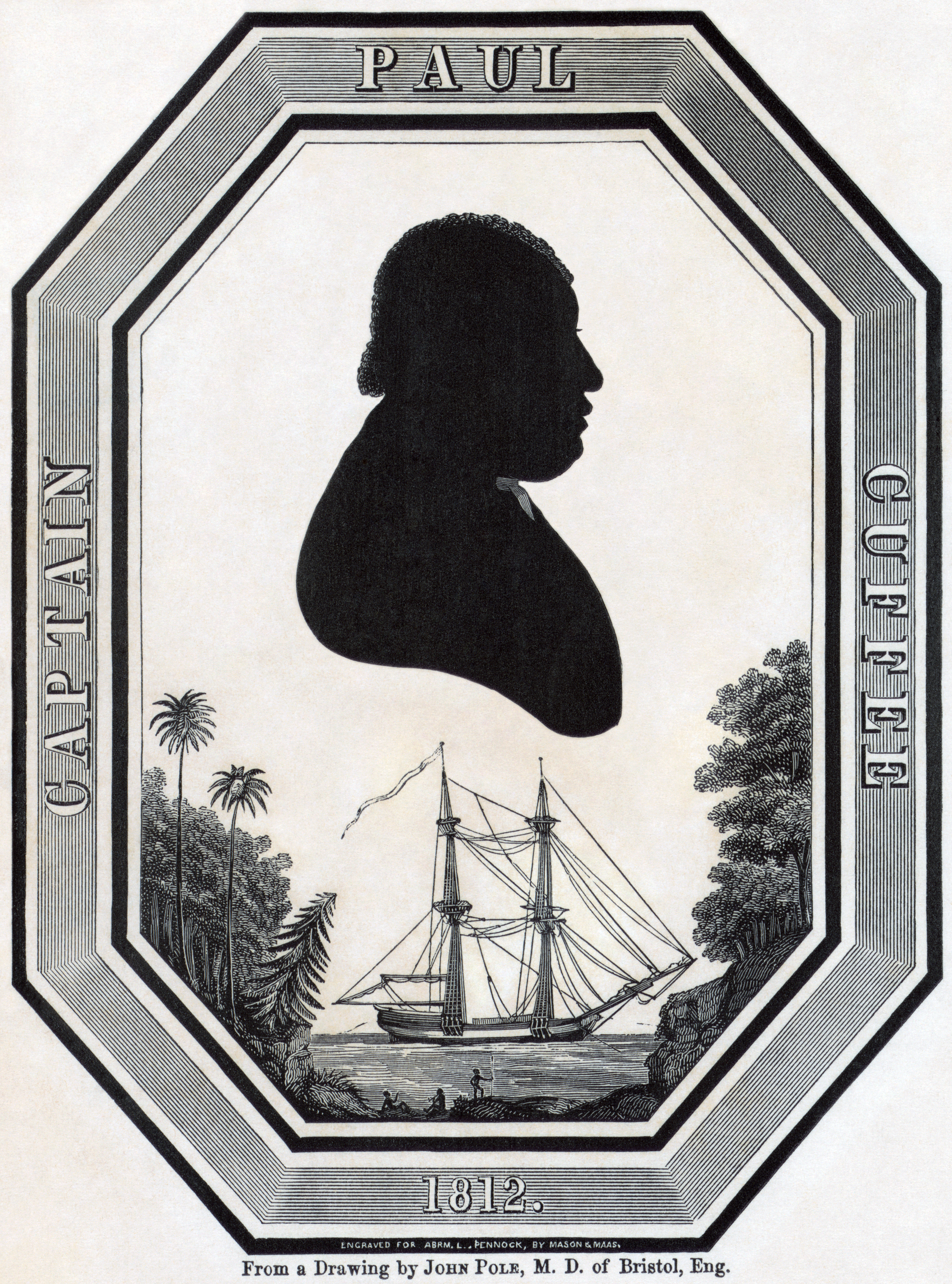
Der Privatier Paul Cuffee brachte schon 1816 die ersten 38 Freigelassenen nach Sierra Leone.

Nach den Ereignissen auf Haiti hatte sich Paul Cuffee (1759–1817), ein Quäker und erfolgreicher Schiffseigner, mit einer Anfrage an die britische Regierung gewandt, eine erste Gruppe von 38 freigelassenen Sklaven auf eigene Kosten an die Westküste Afrikas zu verbringen. Dem Ansinnen wurde entsprochen und er segelte 1815 mit den ersten Rückkehrwilligen nach Sierra Leone; nur acht hatten die Passage selbst bezahlen können. Am 3. Februar 1816 landete Cuffee an der Küste bei Bunce Island und übergab die Übersiedler dem britischen Gouverneur. Sie wurden auf die der Küste Sierra Leones vorgelagerte Insel Sherbro Island angesiedelt.
Paul Cuffee hatte mit seinem Engagement ein großes Publikum erreicht und verhalf Organisationen wie der American Colonization Society zu größerem Zulauf. Angespornt von diesen Ereignissen entsandte die ACS 1818 ihre leitenden Mitarbeiter Samuel John Mills und Ebenezer Burgess nach London, um dort um Zustimmung für weitere Transporte zu bitten, die auch gewährt wurde. Die beiden reisten unverzüglich nach Sierra Leone und erkundeten die Lage vor Ort. Sie trafen auf Sherbro Island auf den Briten John Kizzle, der ihnen jede Unterstützung anbot. Auf der Heimreise verstarb Samuel J. Mills, aber Ebenezer Burgess konnte die ACS-Leitung und die Regierungsbeamten überzeugen, dass man mit der Repatriierung nach Sierra Leone beginnen könne. Nach einer Sitzung im Kongress wurde am 3. März 1819 die Ausreise eines ersten Kontingentes beraten.
Im Februar 1820 segelten Reverend Samuel Bacon und die ersten 88 Übersiedler mit dem Schiff Elisabeth nach Sierra Leone ab. Als Assistenten der ACS reisten auch Samuel A. Crozer, ein Arzt, und John B. Banksohn mit nach Sherbro Island, wo die erste Siedlung Campelar errichtet werden sollte.
Kaum waren die ersten Übersiedler auf Sherbro Island angekommen, begannen die Probleme. Die Mehrzahl der Übersiedler erkrankte sofort an Sumpffieber. Bacon, der Leiter des Teams, nahm noch an ersten Treffen an der Küste mit den Ureinwohnern teil, doch er und 20 Übersiedler verstarben noch im provisorischen Lager. Anfang des Jahres 1821 traf das erste Versorgungsschiff der ACS ein, das weitere Mitarbeiter, Vorräte und Baumaterial brachte. Von diesem zweiten Team verstarben nach kurzer Zeit zwei Mitarbeiter an Malaria, ein dritter blieb verschollen. Das von Kapitän Robert F. Stockton befehligte Schiff Alligator traf mit weiteren Übersiedlern ein. Stockton erkannte sofort den Ernst der Lage und begab sich auf die Suche nach alternativen Siedlungsstandorten. Ein solcher wurde am Kap Mesurado gefunden, wo man dem dortigen Stammeskönig Peter mit Geschenken und militärischen Drohungen die Zustimmung für den Aufbau einer Siedlung erpresste. Am 15. Dezember 1821 kaufte Stockton als ranghöchster Bevollmächtigter der American Colonization Society einen Landstreifen südlich der britischen Kolonie Sierra Leone, um die satzungsgemäßen Ziele zu realisieren. Im Jahr 1822 entstand dort die erste Ansiedlung, sie wurde zunächst Christopolis genannt, doch schon zwei Jahre später in Monrovia umbenannt.

### Jehudi Ashmun
Zu den „Gründervätern“ Liberias gehörte Jehudi Ashmun (1794–1828), ein junger Lehrer, der schon als Kind davon träumte, als Missionar nach Afrika zu gehen. Um weitere Spendengelder und Werbung für die American Colonization Society zu erhalten, beschloss Ashmun im Juli 1820 die Herausgabe einer Zeitschrift, The African Intelligencer, und wandte sich mit diesem Vorschlag an den Vorstand der ACS. Die Zeitschrift erschien, doch man blieb bereits mit der Erstausgabe weit hinter den Erwartungen zurück.
Für Ashmun wurde dieser unverschuldete Misserfolg zum Auslöser seiner 1822 erfolgten Übersiedlung nach Afrika, wo er noch fast sechs Jahre als Aufbauhelfer, zeitweise auch als „Gouverneur von Liberia“ und als leitender Mitarbeiter der ACS bis zu seinem frühen Tod im Jahr 1828 wirkte. In den Jahren 1825 und 1826 annektierte und kaufte er Stammesland entlang der Küste und den wichtigsten Flüssen des Landes. Ashmun übernahm in Monrovia das Amt des tatkräftigen und oft auch zu illegalen Methoden greifenden Robert Stockton.
Am 15. Dezember 1822 verstarb Ashmuns Frau in Monrovia, ein schwerer Schicksalsschlag für ihn. Drei Jahre später war sein Verhältnis zur ACS offenbar so belastet, dass er eine Kündigung in Kauf nahm und frustriert nach den Kapverdischen Inseln abreiste. Dort traf er im Juli 1824 mit Reverend R.R. Gurley, einem ACS-Inspekteur, zusammen. Gurley erkannte die Gründe für Ashmuns Frustration und konnte ihn zur Rückkehr nach Monrovia überreden; auch war er von Ashmuns bisherigen Erfolgen begeistert. Er versprach Ashmun noch größere Unterstützung durch die ACS. Bis 1826 konnte Ashmun die bisher vermissten Früchte seiner Arbeit genießen. Bei einem Überfall auf den Sklavenstützpunkt Trade Point wurde Ashmun verletzt; er kehrte 1828 in die USA zurück und verstarb am 25. August 1828 in New Haven (Connecticut).

## Liberia im 19. Jahrhundert

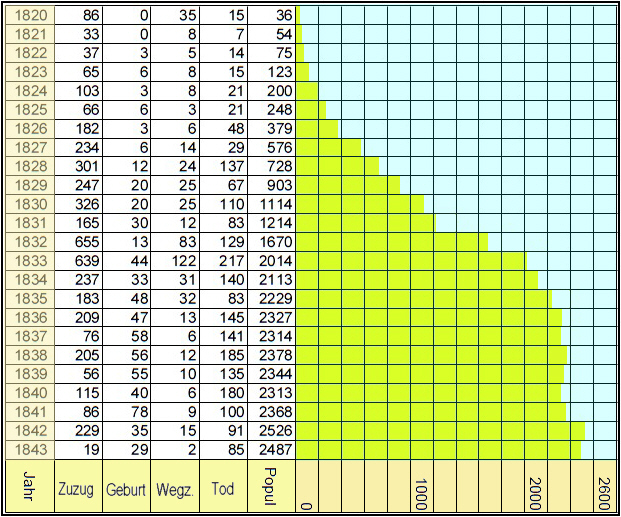
Liberias Bevölkerungsentwicklung (1820 bis 1843)

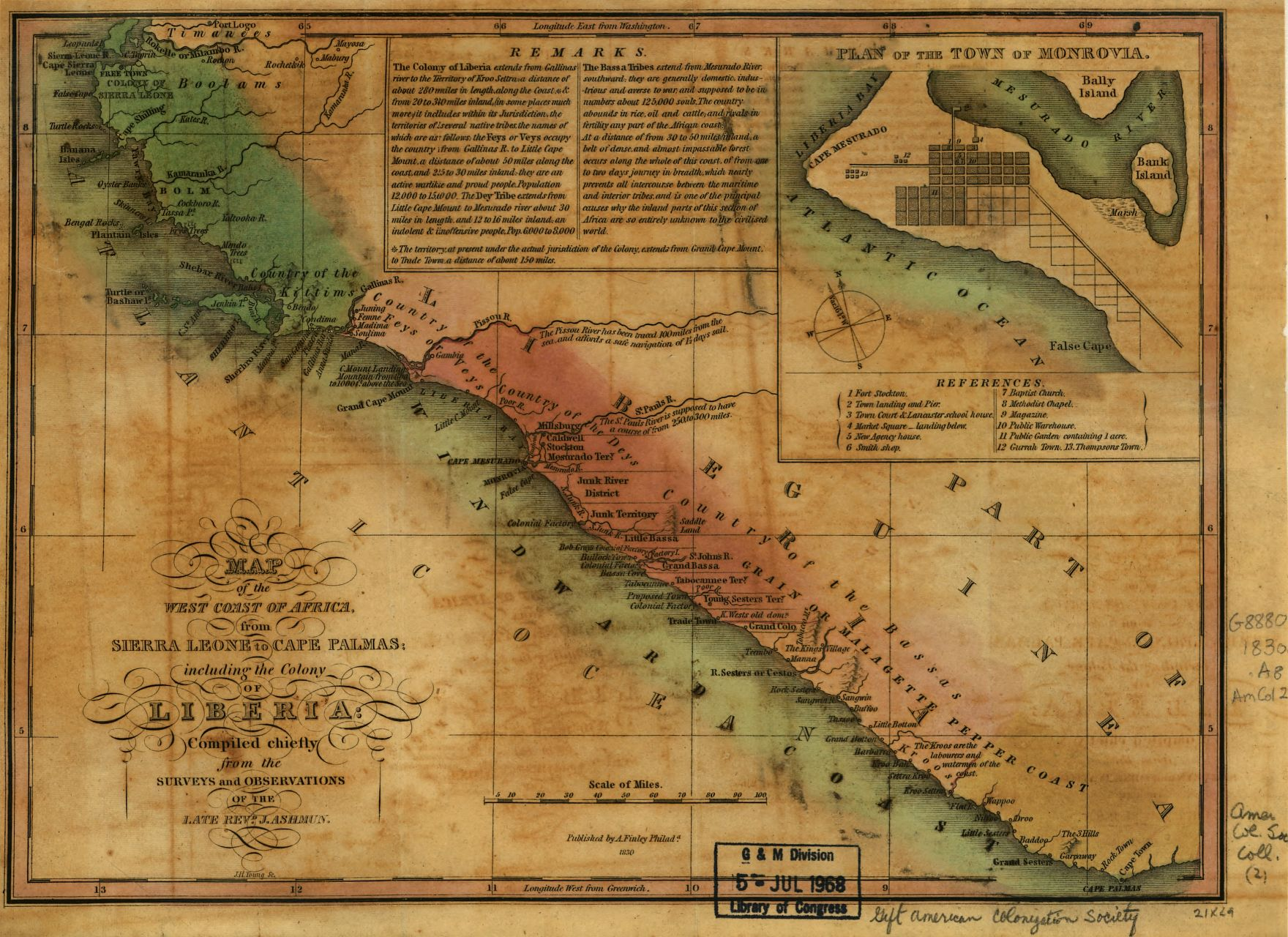
Karte der Region von 1830 mit Bezeichnungen Liberia und Monrovia

### Erste Jahre der Kolonie
Am 11. Dezember 1821 hatte Captain Stockton mit King Peter und weiteren fünf Chiefs einen Vertrag zur Übereignung des Küstenstreifens am Kap Mesurado ausgehandelt und damit die Gründung Liberias vorbereitet.
Der mit King Peter befreundete John S. Hill half den Siedlern. Schon Anfang Januar 1822 bemerkten alle eine Verschlechterung der Stimmungslage bei den Einheimischen und King Peter schickte einen Abgesandten, der die Siedler ultimativ aufforderte, das Gebiet wieder zu verlassen. Die Siedler hatten sich auf Anraten Hills zunächst auf Perseverance Island im Mündungstrichter des Mesurado festgesetzt und ihr Lager errichtet, da man von dort direkten Kontakt zum Meer hatte. In Sichtweite des Lagers strandete Mitte Februar 1822 ein von den Sklavenjägern erbeutetes, nun unter britischem Kommando segelndes Schiff mit 30 befreiten Sklaven an Bord auf dem Weg nach Sierra Leone. Als die Siedler den Gestrandeten zu Hilfe eilten, schäumte King Peter vor Wut: nach afrikanischem Gewohnheitsrecht fühlte er sich als neuer Besitzer des Schiffswracks und der Ladung. Die Siedler wurden nun offen von den Einheimischen bedroht. Täglich nahmen die Feindseligkeiten zu. Man beschloss am 18. August 1822, die erst im Aufbau befindliche Siedlung auf Kap Mesurado zu befestigen. Ein Martello-Turm, ein massiver Wachturm mit einem Palisadenzaun, wurde unverzüglich errichtet und alle wehrfähigen Siedler wurden zum Wachdienst eingeteilt. Anfang November 1822 begannen die Einheimischen, das Lager einzukreisen. Bald wurden einige Kinder vermisst. Sie waren am Waldrand gekidnappt worden, gelangten aber nach einigen Monaten als Versöhnungsgeste wieder unversehrt zurück. Am 11. November 1822 erfolgte der erste blutige Überfall, und ein Kanonier wurde dabei getötet. Am 1. Dezember rettete eine Siedlerin, Mathilda Newport, die Siedler durch einen rechtzeitig abgefeuerten Warnschuss. Bei den Kämpfen in der Abenddämmerung wurden jedoch auch mehrere Siedler getötet; viele waren verwundet und konnten über Tage nicht mehr arbeiten. Zufällig wurde das in der Nähe der Küste befindliche britische Kriegsschiff Prince Regent auf die Kämpfe aufmerksam. Am Morgen des 2. Dezember lief es die Bucht an und feuerte ein paar Warnschüsse in die Luft, dann übergab man dem Kommandanten der Bürgermiliz „leihweise“ zwölf Marinesoldaten zur Bewachung. Bis zum Eintreffen des amerikanischen Kriegsschiffs Cyane im März 1823 bewachten die Briten das Lager, damit war die Gefahr von Überfällen auf die Siedler vorläufig gebannt, doch fast alle Retter bezahlten diese Mission mit dem Leben, sie starben in Monrovia an Malaria.
Weitere Siedler und Versorgungsschiffe trafen ein und der Aufbau der Siedlung Christopolis zeitigte erste Erfolge. Am 20. Februar 1824 erhielten die Siedler einen Brief General Harpers von der ACS. Er teilte den Siedlern mit, dass man beschlossen habe, die Siedlung in Monrovia umzubenennen und das Gebiet der Kolonie mit dem Namen Liberia zu benennen.
Seitdem die Bucht von Monrovia fast täglich von Kriegs- und Handelsschiffen aus aller Welt angelaufen wurde, um Trinkwasser und Vorräte aufzufüllen, erkannten die Leute um King Peter, dass sie mit den Siedlern in Monrovia Frieden schließen mussten. Die Zeit des einträglichen Sklavenhandels ging zu Ende. Bis 1842 wurden weitere Landstriche an der Küste von der ACS und anderen Gesellschaften angekauft. Es entstanden bis um 1900 etwa 50 Siedlungen sowie Farmen und Missionsstationen im Hinterland. Als folgenschwer erwies sich die Tatsache, dass alle nach Liberia importierten Pferde und Esel bereits nach wenigen Wochen verstarben, da sie dem tropischen Klima und Krankheiten wie der durch die Tsetsefliege übertragenen Schlafkrankheit zum Opfer fielen. Auch wegen der Malaria und des tropischen Klimas verließen jährlich etwa 5 bis 15 Prozent der Übersiedler das Gebiet von Liberia, um als Seeleute zu arbeiten oder an anderen Orten der Welt ihr Glück zu finden. Erster schwarzer Gouverneur für die Landflächen der Gesellschaft wurde 1842 Joseph Jenkins Roberts. Er vergrößerte den Besitz und sorgte im Jahr 1845 dafür, dass dieses Territorium eine Verfassung erhielt, die sich an jener der USA orientierte.

### Weitere Kolonien entstehen

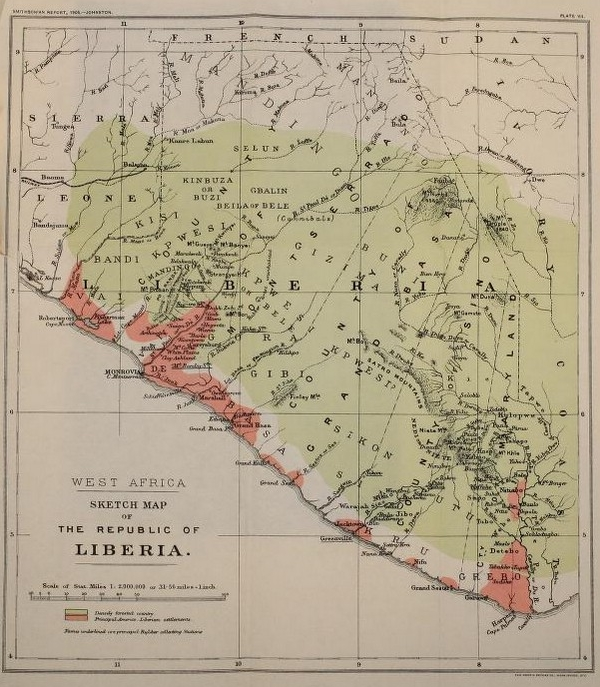
Karte von Liberia, in rot: die americo-liberianisch besiedelte Küstenregion (um 1900)

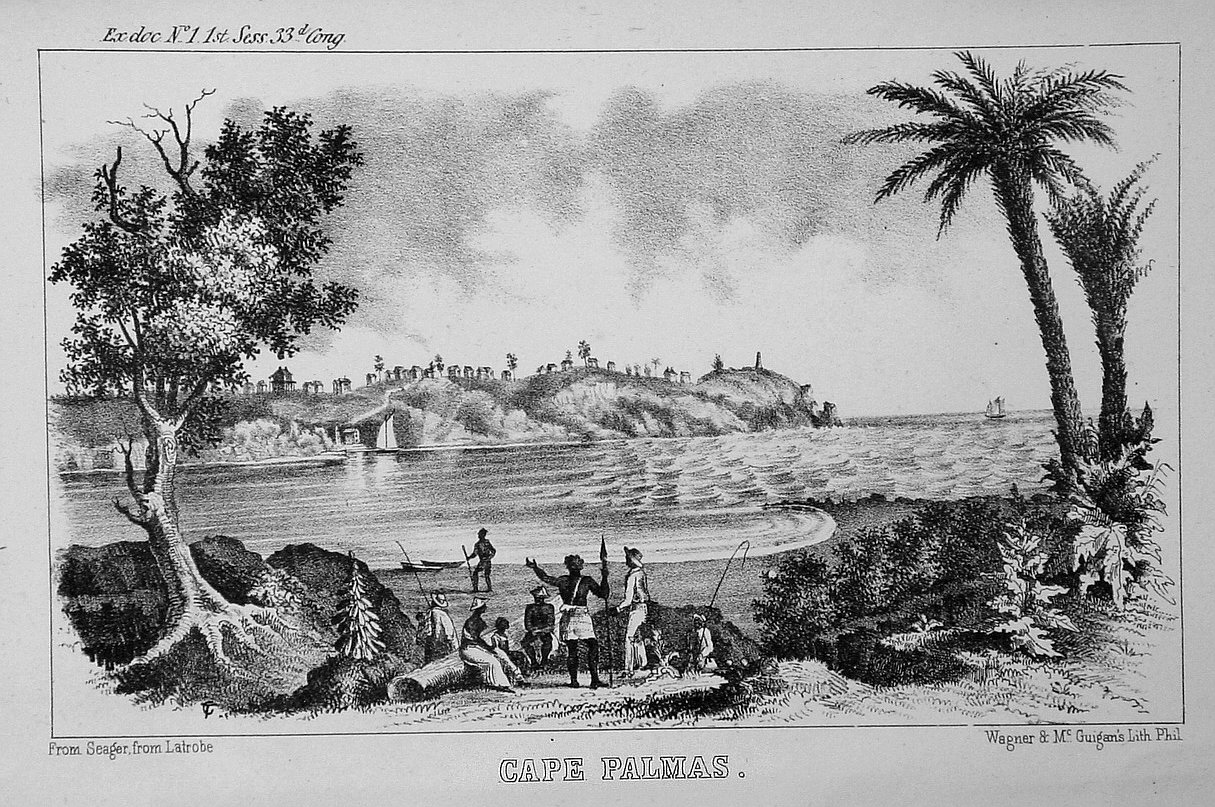
Harper, Hauptstadt der Colonie Maryland am Cape Palmas

Das bisherige Staatsgebiet Liberias umfasste zunächst nur die heute als Mesurado County bekannte Region und einige Küstenabschnitte bis Sherbro Island. Auf Betreiben mehrerer Bundesstaaten der USA wurden weitere Koloniegründungen entlang der westafrikanischen Küste vorbereitet und vollzogen.
- Schon 1824 wurde die Kolonie New Georgia gegründet. Seit 1834 diente James Battan als „Super Intendent“ und oberster Verwaltungsbeamter der Kolonie. Die Bevölkerung wurde fast ausschließlich aus von der US-Marine befreiten Sklaven gebildet. Der Ort Congo Town – heute ein Stadtteil von Monrovia im Montserrado County, war der Hauptort von New Georgia. Am 1. April 1839 wurde die Kolonie mit Liberia vereinigt.[20]
- Die Kolonie Bassa Cove wurde durch eine Quäker-Gesellschaft aus Pennsylvania und New York vorbereitet. Im Dezember 1832 wurde sie am Port Cresson im heutigen Grand Bassa County offiziell gegründet. Ihr erster Gouverneur war Edward Y. Hankinson, ihm folgten Rufus Spalding und Israel W. Searle. Bis zur Auflösung der Kolonie im Jahr 1839 blieb der 1834 erneut gewählte Edward Y. Hankinson Gouverneur. Die Siedler von Bassa Cove lebten in ständiger Bedrohung durch die Ureinwohner des Landes. Im Juni 1835 wurde die Kolonie bei einem Überfall schwer verwüstet, es gab Tote und viele Verletzte. Am 1. April 1839 wurde Bassa Cove in das Commonwealth of Liberia aufgenommen.[21]
- Die 1832 erfolgte Gründung der Kolonie Edina wurde durch eine weitere Gesellschaft aus Pennsylvania und New York vorbereitet. Die Stadt Edina entstand mit ausdrücklicher Zustimmung des einflussreichen Bassa Königs King Kadasie, der den Kontakt zu den Siedlern suchte und als Bob Gray bekannt wurde. Einziger Gouverneur dieser Kolonie war Wiliam L. Weaver. Schon 1837 wurde der Anschluss an die benachbarte Kolonie Bassa Cove vollzogen.[20]
- Die Kolonie Mississippi in Africa wurde 1835 durch die „Mississippi and Louisiana State Colonization Societies“ gegründet. Diese Kolonie befand sich im heutigen Sinoe County und hatte Greenville als Hauptort. Als erster Gouverneur wurde Josiah F.C. Finley eingesetzt, der bereits 1838 im Amt verstarb. Sein Nachfolger Thomas Buchanan vollzog 1839 den Anschluss an das Commonwealth of Liberia.[20]
- Auf Betreiben der „Maryland State Colonization Society“ wurde im heutigen Maryland County am Cape Palmas die Kolonie Maryland in Liberia am 12. Februar 1834 offiziell gegründet. Sie war die am weitesten entwickelte Kolonie und erlangte am 29. Mai 1854 ebenfalls die staatliche Unabhängigkeit. Am 18. März 1857 wurde die Eigenständigkeit aufgegeben und der einzige Präsident dieser Republik, Boston Jenkins Drayton vollzog den Beitritt zum Staat Liberia. Diesem Zusammenschluss ging ein als Kru-War bezeichneter Bürgerkrieg voraus, den die Kolonisten ohne die militärische Unterstützung der Liberianer nach eigener Einschätzung nicht überstanden hätten.[20]

Bereits 1829 entstand nach dem Vorbild der ACS die „Indiana Colonization Society“. Auch sie hatte das Ziel, den Afro-Amerikanern eine neue Heimat zu schaffen. In diesem Fall wurde jedoch das Indiana-Territorium im Zentrum des nordamerikanischen Kontinentes gewählt, da man erwartete, dass die kostspielige Repatriierung nach Afrika nur für einen begrenzten Zeitraum und Personenkreis möglich sein würde. Der heutige US-Bundesstaat Indiana pflegt aus diesem Grund besonders enge Beziehungen zu Liberia.

### Commonwealth of Liberia
Im Jahre 1838 vereinigten sich Liberia und Bassa Cove zum Commonwealth of Liberia. Dieses Territorium umfasste nun die acht Städte Monrovia, New Georgia, Caldwell, Millsburg, Marshall, Bexley, Bassa Cove und Edina. Einer Statistik zufolge lebten damals bereits 2247 Kolonisten in Liberia. Es gab 20 Kirchen und 10 Schulen, und auch die ersten vier Zeitungen erschienen. Diese Veränderung bewirkte die Schaffung einer Zentralverwaltung mit Sitz in Monrovia. Zum Gouverneur wurde Thomas Buchanan, ein naher Verwandter des 15. Präsidenten der USA, James Buchanan, und zum Vizegouverneur der spätere erste liberianische Präsident Joseph Jenkins Roberts bestimmt. Zur Unterstützung der Aufbauarbeit erhielt Buchanan weitere Wirtschaftshilfen und eine größere Waffenlieferung.

### Auf dem Weg zur Unabhängigkeit

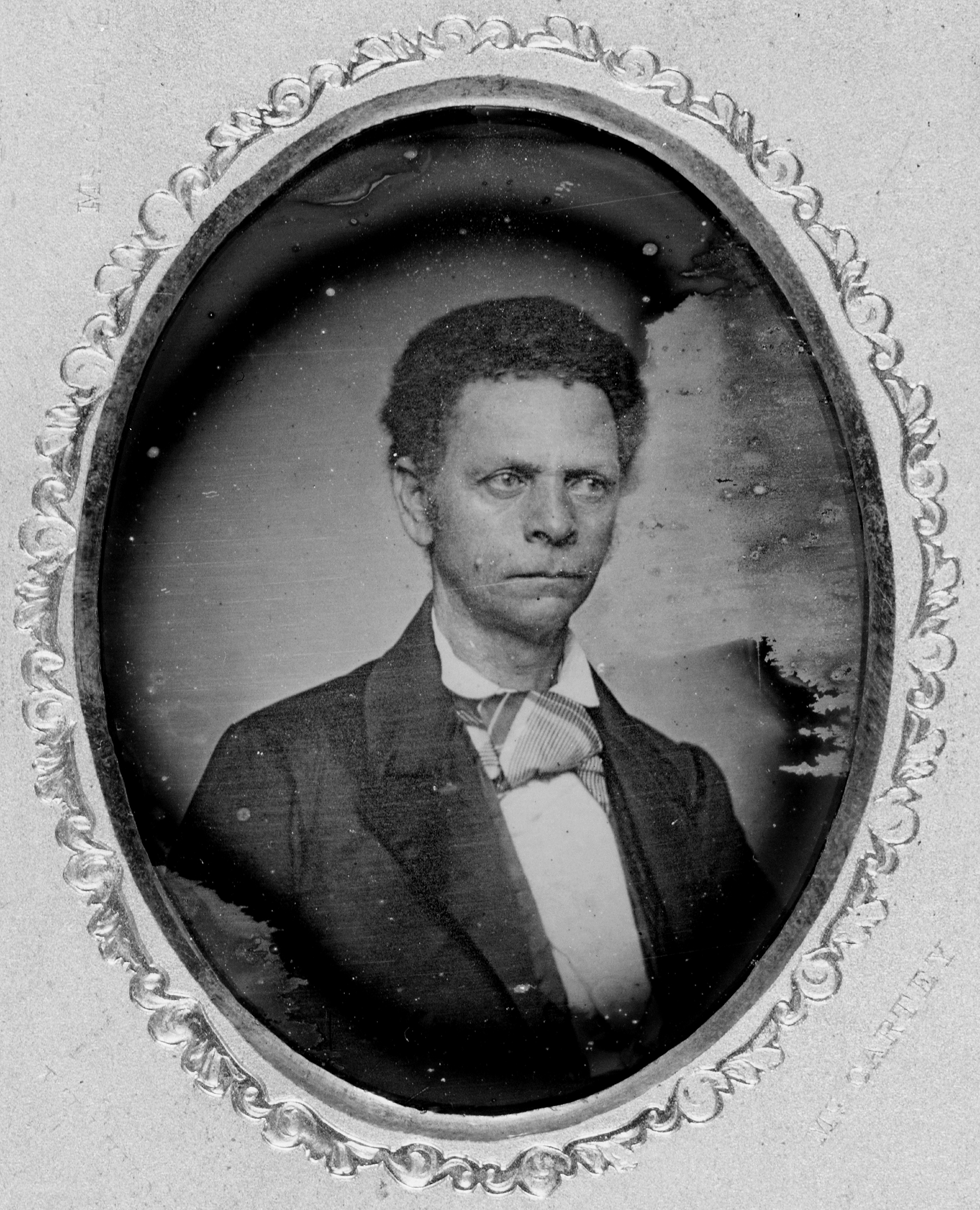
Joseph Jenkins Roberts, Gouverneur und erster Präsident Liberias. Daguerreotype, zwischen 1840 und 1850 aufgenommen

Seit dem Eintreffen der ersten Siedler mit Paul Cuffee bestanden enge Beziehungen zum benachbarten Hafen in Freetown. Man sah sich als Verbündete in einer oft feindlichen Umwelt und war aufeinander angewiesen. In den 1840er Jahren trübte sich das Verhältnis. Als Hauptgrund wurde die von den beiden amerikanischen Kolonien (Maryland und Commonwealth of Liberia) im Jahre 1842 erstmals festgesetzte Zollgebühr von 6 Prozent auf den Warenwert genannt. Die französischen und britischen Handelspartner waren verärgert und wiesen diesen Schritt als unrechtmäßig zurück, da nur souveräne Staaten nach geltendem internationalem Handelsrecht Steuern und Zölle erheben dürften. In Reaktion auf einige Vorfälle im Hafen von Monrovia, die aus dieser eigenwilligen Maßnahme resultierten, wurden die diplomatischen Beziehungen der USA mit Großbritannien und Frankreich belastet. Die Regierung der USA hatte aber kein Interesse, wegen der für sie unbedeutenden Kolonie ihre Beziehungen zu belasten. Daher stimmte man ohne große Vorbehalte einer Gewährung der staatlichen Unabhängigkeit zu. Am 26. Juli 1847 erklärte der erste Kongress Liberias die Unabhängigkeit des Landes. Joseph Jenkins Roberts, der bisherige Gouverneur, wurde zum ersten Präsidenten gewählt. Die politische Macht blieb auf Kosten der Ureinwohner in den Händen der aus den USA eingewanderten befreiten Sklaven, die später eine Art „schwarze“ Apartheid errichteten. Es erscheint paradox, dass nun Großbritannien (1848) der erste Staat wurde, der Liberias diplomatische Anerkennung bestätigte.
Hauptprobleme des neuen Staates waren der Aufbau der Wirtschaft und die Integration der unterschiedlichen Bevölkerungsgruppen. Hierbei trafen ehemalige Plantagenarbeiter aus den Südstaaten der USA, Hausdiener, Kutscher oder handwerklich ausgebildete Fachkräfte aufeinander; nur sehr wenige Zuwanderer hatten eine akademische Ausbildung, entsprechend fehlte das Fachwissen von Ärzten, Ingenieuren, Lehrern und vielen anderen relevanten Berufsgruppen.

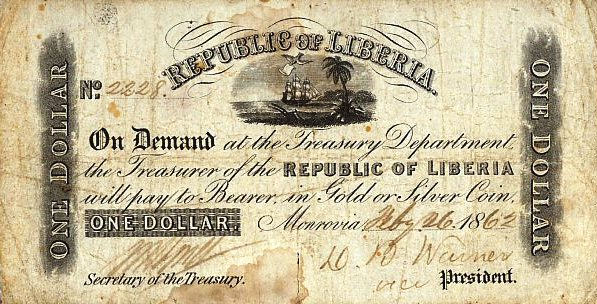
Ein vorgedruckter Geldschein (1862)

Die Einnahmen des Staates Liberia betrugen im Jahr 1857 47.556 $US, die Ausgaben lagen bei 47.048 $US. Der Handel mit Kopra und Palmöl, Kaffee, Früchten und Reis bildete die Grundlage der selbsterwirtschafteten Erträge. Als Subventionen erhielt Liberia von den USA für jeden befreiten Sklaven 100 Dollar; Jugendliche bis 16 Jahre wurden mit 50 Dollar vergütet. Im Geschäftsverkehr, besonders mit den Eingeborenen, blieb der Tauschhandel die dominierende Entlohnung. Die Finanzwirtschaft Liberias basierte auf Goldreserven und Warenbeständen, die der Staat in einem Lagerhaus hinterlegt hatte. Die aus den USA eingewanderten Bürger waren nur zum Teil fähig, sich einen Lebensunterhalt aufzubauen und es gab eine relativ hohe Arbeitslosigkeit in der Hauptstadt Monrovia.

### Binnenkolonisation

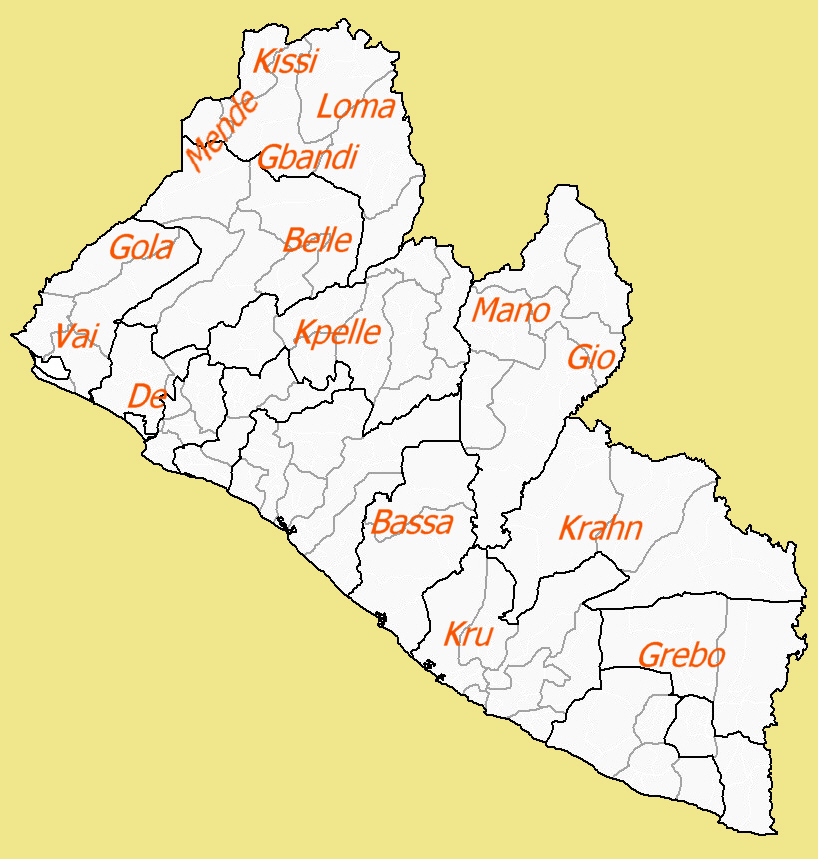

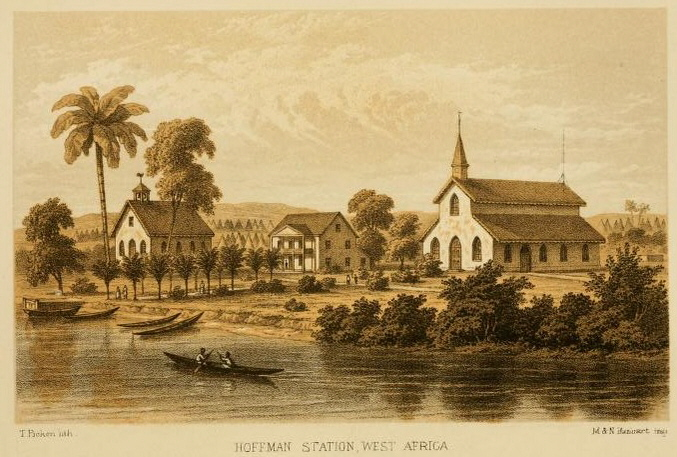
Die Missionsstation von Cape Palmas

Zum Zeitpunkt der Staatsgründung war nur der küstennahe Teil Liberias unter der vollständigen Kontrolle der Regierung. Es gab nur geringe Kontakte zu den Völkern im Landesinnern, und somit waren die dort lebenden Menschen nicht oder nur gelegentlich an der wirtschaftlichen Entwicklung Liberias beteiligt. Es waren Missionare und Forschungsreisende, die ab 1840 in diese abgelegenen Regionen des Landes vordrangen und die spätere Binnenkolonisation vorbereiteten. Zu ihnen gehörten die Ameriko-Liberianer James L. Sims, George L. Seymour und Benjamin J. K. Anderson, die zwischen 1858 und 1874 mehrere Forschungsreisen in das Landesinnere absolvierten.
Zu den Grundprinzipien bei der Landnahme durch die Amerikanische Kolonisationsgesellschaft gehörte es, die bestehenden Siedlungen und Strukturen nicht zu beseitigen. Vielmehr wurden die neuen Siedlungen und Farmen an Plätzen errichtet, die mit der erkauften Zustimmung der jeweiligen „Könige“ gewählt worden waren.
Das im Osten Liberias lebende Volk der Grebo war aber nicht bereit, fremde Siedlungen und Farmen in seinem angestammten Territorium zu dulden. Es kam zu ständigen Konflikten und bewaffneten Auseinandersetzungen, auch angestiftet durch Dritte. 1856 verschärften sich diese Kämpfe zum Kru-Krieg. Teile der Grebo und der Kru erhoben sich gemeinsam, um das weitere Vordringen der Liberianer zu verhindern. Die gesamte Präsidentschaft Stephen Allen Bensons war durch fortwährende Unruhen und Konflikte mit den Stämmen im Landesinneren geprägt. Schon 1857 entschloss sich die bis dahin unabhängige Republik Maryland zur Vereinigung mit Liberia, da sie dem wachsenden Druck nicht mehr standhalten konnte. Liberias Regierung sah sich nicht in der Lage, zur Sicherung des Landes eine bewaffnete Streitmacht zu unterhalten; man vertraute stets auf die Waffenhilfe und Unterstützung durch die Amerikaner und Briten. Daher wagten die noch unbesiegten Stammesfürsten, auch um ihre eigene Macht zu demonstrieren, 1864 einen Aufstand in der Küstenregion und von 1875 bis 1876 einen weiteren Aufstand im Maryland County. Ein Überfall der Grebo auf die Provinzhauptstadt Harper fand 1893 statt. Enorme außenpolitische Probleme verursachte auch die von den Kru weiterhin gepflegte Tradition, an der Küste gestrandete Schiffe als ihre Beute zu betrachten und diese Schiffswracks und ihre Besatzungen zu plündern.

### Erster Staatsbankrott
Im Jahr 1870 hatte sich der drohende Staatsbankrott zu einer allgemeinen Staatskrise ausgeweitet. Hauptgründe waren: Ein Großteil der Staatseinnahmen wurden durch Misswirtschaft und Bürokratie verschlungen, die Handelsgeschäfte hatten oft noch den Charakter von Warentausch, und die bisher erfolgten Finanzzuwendungen aus den USA waren wegen des Bürgerkrieges stark zurückgegangen. Man hoffte noch, durch die Ernennung des erfolgreichen Großhändlers Edward J. Roye zum neuen Staatspräsidenten das Finanzwesen reformieren zu können, doch die eingeleiteten Maßnahmen brachten keine Besserung der Lage. Die Begleichung der Auslandsschulden und die Bezahlung des überbordenden Beamtentums waren kurzfristig nicht mehr finanzierbar. Präsident Roye wurde, obwohl an dieser fatalen Entwicklung unbeteiligt, für alle Probleme des Landes verantwortlich gemacht und inhaftiert; bei einem gescheiterten Fluchtversuch kam er wenige Tage später zu Tode.

### Erste Gebietsverluste

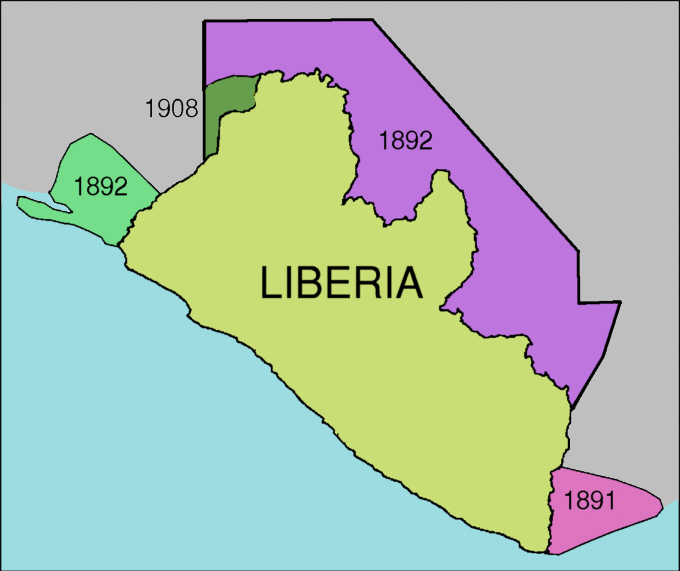
Gebietsverluste zwischen 1890 und 1910

Während die USA im 19. Jahrhundert stets bereit waren, die Liberianer in ihren ersten Konflikten zu unterstützen, enthielten sie sich der Möglichkeit, direkt in die territorialen Streitigkeiten mit Frankreich und England einzugreifen. Beide Länder hatten seit den 1870er Jahren ihre kolonialen Ansprüche in Westafrika energisch entwickelt. Liberia stand nun in Gefahr, zur Beute dieser Staaten zu werden oder zumindest Teile des Staatsgebietes aufgeben zu müssen.
Das westliche, an Sierra Leone grenzende Küstengebiet zwischen dem Mano River und dem Sherbo River wurden 1882 durch einen Gewaltakt von der britischen Kolonie Sierra Leone annektiert. Hierzu erschien der britische Gouverneur, Sir Arthur Havelock, mit vier Kriegsschiffen vor der Küste von Monrovia. Um dieser Grenzverschiebung eine staatsrechtliche Gültigkeit zu verleihen, wurde der von Großbritannien diktierte „Havelock-Blyden Vertrag“ vorbereitet. Inzwischen signalisierten Frankreich, Deutschland und Spanien der liberianischen Regierung ihre Unterstützung und boten an, Liberias Grenzen zu schützen; dazu sollte Liberia in ein Protektorat einwilligen. Es gelang jedoch, auch durch den Einfluss der USA, bei der Kongokonferenz von 1885 die liberianische Unabhängigkeit zu bewahren. Der Preis war allerdings hoch: etwa 30 Prozent des bisherigen Staatsgebietes wurden nun von Frankreich in zwei Schritten annektiert. Dies löste erneut eine Staatskrise in Liberia aus. Man hatte bisher gehofft, die USA würden sich als Garantiemacht Liberias stärker für das Land einsetzen und insgeheim hoffte man sogar, dass die von mehreren liberianischen Präsidenten angebotenen Beitrittsverhandlungen seitens der USA akzeptiert würden.

### Wirtschaftssystem und gesellschaftliche und politische Strukturen

#### Bevölkerungsstruktur
Die Bevölkerungsstruktur Liberias um das Jahr 1850 lässt sich durch eine Aufteilung in folgende Gruppen beschreiben:
- Die zahlenmäßig größte Gruppe stellte die indigene Bevölkerung im Inneren des Landes dar, die traditionelle Subsistenzlandwirtschaft betrieb und ihre ethnisch-kulturelle Identität in den Jahrhunderte alten Traditionen und traditionellen Religionen fand.
- Eine zweite, von der Bevölkerungszahl relativ große indigene Gruppe stellten die zum Islam konvertierten Volksgruppen dar, die seit dem 12. Jahrhundert in die westlichen und nördlichen Gebiete Liberias eingewandert waren. Ihre kulturellen und religiösen Wurzeln verbanden sie mit den nördlichen Nachbarländern entlang des Nigers.
- Die dritte Gruppe der indigenen Bevölkerung stellten die entlang der Küste siedelnden Völker dar. Ihr Kontakt zu den europäischen (Sklaven-)Händlern und Seefahrern hat diese Völker, vor allem die Kru, über mehr als vier Jahrhunderte beeinflusst, sie profitierten am stärksten vom Sklavenhandel.
- Die vierte, zahlenmäßig kleine Gruppe, bildeten die aus Nordamerika „repatriierten“ befreiten Sklaven, die mit Unterstützung der ACS und anderer Organisationen in Liberia angesiedelt wurden. Sie werden als die Americo-Africans bezeichnet und besaßen einen vom Christentum sowie von westlichen Moral- und Wertvorstellungen geprägten gesellschaftlichen und sozialen Hintergrund.
- Zur fünften Gruppe zählten die aus Befreiungs-Aktionen nach Liberia verbrachten Afrikaner, sie werden nach ihrer Herkunft als Congos bezeichnet und stammen überwiegend aus Zentralafrika.
- Die sechste Gruppe stellten Flüchtlinge und Übersiedler aus der Karibik, Südamerika und benachbarten afrikanischen Ländern (Sierra Leone, Kapverden), sie werden verallgemeinernd als Westindian Negroes zusammengefasst.
- Die siebte Gruppe setzte sich aus den nordamerikanischen und europäischen Missionaren, Beratern, Händlern, Technikern, sonstigen Einwanderern und Wissenschaftlern zusammen.[24]

#### Infrastruktur
| Regelmäßige Schiffsverbindungen von/nach Liberia (um 1900) | Regelmäßige Schiffsverbindungen von/nach Liberia (um 1900) |
| Betreibergesellschaft                                      | Staat                                                      |
| ---------------------------------------------------------- | ---------------------------------------------------------- |
| Reederei Woermann                                          | Deutschland                                                |
| Elder Dempster & Co.                                       | Großbritannien                                             |
| African Steamship Co.                                      | Großbritannien                                             |
| British African Steam-Navigation Co.                       | Großbritannien                                             |
| Spanish Trans Atlantic Co.                                 | Spanien                                                    |
| Fraissinet and Co.                                         | Frankreich                                                 |
| Belgian Maritime Co. of Congo                              | Belgien                                                    |

Die liberianische Republik verfügte in der Gründerzeit nur über sehr geringe Einkünfte aus Plantagenwirtschaft, Holz- und Rohstoffverkäufen und Zolleinkünften. Aufgrund der prekären finanziellen Situation war der Auf- und Ausbau der Infrastruktur außerhalb der Hauptstadt und der Küstenregion nicht möglich.
Der Aufbau der staatlichen Behörden und Verwaltungen blieb auf ein Minimum beschränkt. In den ersten Jahrzehnten verfügte die Regierung nur über vage Kenntnisse der Topographie des Landesinneren; Expeditionen zur kartographischen Vermessung des Landes, Prospektion der Bodenschätze und Ressourcen, ethnographische Recherchen und Volkszählungen wurden erst sehr spät im 19. Jahrhundert durchgeführt, hierin liegen auch die Gründe für den Verlust von einem Drittel des Staatsgebietes.
Die christlichen Kirchen (Methodisten, Baptisten, Anglikaner und Katholiken) übernahmen den Aufbau von Schulen und Krankenhäusern und die Missionierung der Bevölkerung.
Das erste moderne Kommunikationsmedium Liberias war die Zeitung. Seit 1829 erschien der Liberian Herald, 1830 wurde The Liberian Star gegründet, 1832 The Amulett und 1839 The African Luminary. Erst um 1880 begann eine Neubelebung der Presselandschaft mit der Gründung des Liberian Observer. Insgesamt blieb die Verbreitung der Presse aber auf die Küstenregion beschränkt. Der Sicherung der Küstengewässer um das Cape Palmas diente ein moderner Leuchtturm, der ein Geschenk der Republik Frankreich war. Von den Briten kam ein Kanonenkutter, der als Küstenwachboot dienen sollte.

#### Ausländische Investoren
| Ausländische Gesellschaften in Liberia (um 1910) | Ausländische Gesellschaften in Liberia (um 1910) | Ausländische Gesellschaften in Liberia (um 1910) |
| Betreibergesellschaft                            | Staat                                            | Branche                                          |
| ------------------------------------------------ | ------------------------------------------------ | ------------------------------------------------ |
| Woermann Factories & Trading Co                  | Deutschland                                      | Palmöl, Lebensmittel                             |
| J.W. Werl                                        | Deutschland                                      | Kolonialwaren                                    |
| C.F. Wilhelm Jantzen                             | Deutschland                                      | Kolonialwaren                                    |
| Victor&Huber                                     | Deutschland                                      | Kolonialwaren                                    |
| Lib. Americ. Produce Co.                         | USA                                              | Straßenbau                                       |
| English-Lib. Rubber Co.                          | Großbritannien                                   | Kautschuk                                        |
| Lib.Trading Co.                                  | Großbritannien                                   | Tropenholz                                       |
| Lib. Developm. Co.                               | Großbritannien                                   | Bergbau (Gold)                                   |
| Wooden & Co                                      | Großbritannien                                   | Kolonialwaren                                    |

Liberias Staatspräsidenten waren an einer wirtschaftlichen Zusammenarbeit mit den europäischen Staaten interessiert, diesem Zweck dienten mehrere Europareisen.
Zu den ersten Unternehmern, die in Liberia tätig wurden, zählte das hanseatische Kauf- und Handelshaus Woermann. Dieses Unternehmen hatte sich dem Handel mit Australien und Südostasien verschrieben und erkannte, dass ein Teil der Produkte, beispielsweise Palmöl, auch aus Liberia bezogen werden könnte. Im Gegenzug konnte mit dem Handel von Textilien, Spirituosen und Verbrauchsgütern ein zusätzlicher Profit erwirtschaftet werden. Der Hafen Monrovia konnte zudem als Knotenpunkt für den Handel nach Südamerika und Innerafrika benutzt werden. Um die Jahrhundertwende traf fast täglich ein Dampfschiff der Reederei Woermann in Monrovia ein. Die Erfolge der woermannschen Faktorei in Monrovia ermunterten weitere deutsche und britische Handelshäuser, in Liberia ansässig zu werden; der Handel mit Palmöl, Tropenholz und Kolonialwaren wurde zu einer Haupteinnahmequelle des Landes. Ab 1870 begann Liberia mit dem Aufbau einer eigenen Handelsflotte. Zeitgleich stießen einige britische Abenteurer von Sierra Leone kommend an den Flüssen im Westen des Landes auf Gold und Diamanten.

## Liberia im 20. Jahrhundert
Präsident Garretson W. Gibson war der erste Staatspräsident Liberias im 20. Jahrhundert. Mit seiner Amtszeit sind die erstmalige Gewährung der Bürgerrechte an die indigene Bevölkerung Liberias verbunden, aber auch schwere Unruhen in der americo-liberianischen Führungsschicht.
Von 1878 bis 1980 übte allein die True Whig Party die Macht aus, die von der ameriko-liberianischen Elite beherrscht wurde.

### Liberias „Open-Door-Politik“

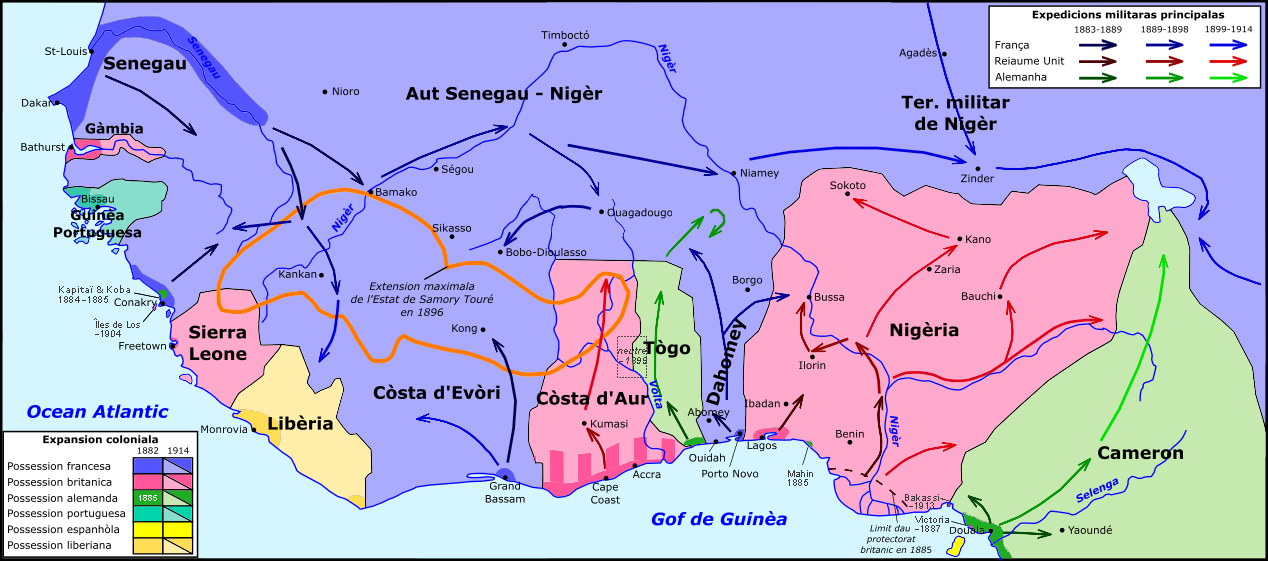
Westafrika im späten 19. / frühen 20. Jahrhundert:

Im Jahre 1887 begann ein britischer Pflanzer mit Erlaubnis der Regierung versuchsweise mit der Anlage einer Kautschuk-Plantage. Da es Jahre dauern würde, bis diese Plantage zur Kautschukproduktion übergehen würde, beantragten 1889 drei britische Unternehmer eine eigene Konzession für eine Kautschuk-Handelsgesellschaft, die, wie in Südostasien üblich, im Regenwald wildwachsende Gummibäume bewirtschaften würde. Im Rahmen der Open-Door-Politik wurden beide Projekte bewilligt und führten zur Gründung erster küstennaher Kautschuk-Betriebe.
Als bedeutendster Produzent wurde die 1904 gegründete English-Liberian Rubber Company angesehen, sie schuf ein landesweit aufgebautes Syndikat von Sammelstationen (Boporo, am Mount Barclay, Kakatown, Sikombe, Putu und in Woffeke) die mit bezahlten Hilfskräften aus den Regenwaldgebieten regelmäßig Naturkautschuk lieferte. Das mit staatlicher Beteiligung geführte Unternehmen führte einen vertraglich fixierten Anteil an den liberianischen Staatshaushalt ab und wurde so zum Vorbild für künftige Wirtschaftsunternehmungen Liberias.
Da eine direkte Annexion Liberias durch die britische Regierung auch am Widerstand Frankreichs und Deutschlands gescheitert war, versuchten die an Liberias Bodenschätze besonders interessierten britischen Bergbau-Unternehmer eine subtilere Strategie. Noch immer war Liberias Staatshaushalt durch hohe Auslandsschulden stark belastet, diese Schuldenlast sollte nun wirtschaftspolitisch instrumentalisiert werden.
Im Jahr 1904 beantragte die West African Gold Concessions, Ltd. eine Konzession für das liberianische Staatsgebiet, um die Flüsse des Landes systematisch auf den Goldgehalt zu untersuchen. Mit Zustimmung des Präsidenten Arthur Barclay wurde dieses Vorhaben verwirklicht und lieferte erste Erkenntnisse zur Lagerstättenverteilung der liberianischen Goldvorkommen. Colonel Powney, der Hauptaktionär dieses Projektes ließ 1906 die Bergbaugesellschaft Liberian Development Chartered Company in das Handelsregister eintragen und begann mit der Planung für die Vorbereitung von Bergwerksanlagen und Infrastruktur im Maryland- und Montserado County. Hierzu ließ er als dritte Gesellschaft die Liberian Development Company gründen, die später auch im Bauwesen und im Aufbau von Kautschuk-Plantagen zum Einsatz kam.
Alle Unternehmungen waren so mit der liberianischen Regierung vereinbart, dass sie die britischen Unternehmer mit einer Meistbegünstigungsklausel bevorteilten, während die von den Briten dafür zu leistenden Aufbauarbeiten im Land – beispielsweise der Bau von Straßen, Bahnlinien und Häfen – wiederum Liberia als Investition in die Infrastruktur aufgebürdet wurden. Selbst die staatliche Souveränität wurde unterwandert, Liberia musste akzeptieren, dass die Briten eine eigene Polizei- und Schutztruppe für das Minengelände aufstellen durften.
Systematisch wurde das Land in den Staatsbankrott getrieben, da die entsprechenden Folgekredite bei britischen Banken zu normalerweise unzumutbaren Bedingungen akzeptiert werden mussten. Hilfesuchend wandte man sich an die amerikanische Regierung, um dem britischen Würgegriff zu entkommen. Ein von allen politischen Führern Liberias unterzeichnetes Schreiben wurde aus Washington zunächst nicht beantwortet, da die amerikanischen Interessen zu dieser Zeit auf Mittelamerika (Kuba) und den Pazifik (Hawaii, Philippinen und China) konzentriert waren.

### Liberia im Ersten Weltkrieg
Auf Druck der amerikanischen und britischen Regierungen trat Liberia 1917 auf der Seite der Alliierten in den Ersten Weltkrieg ein. Am 5. Mai 1917 erfolgte der Abbruch der diplomatischen Beziehungen zum Deutschen Reich. Völlig unerwartet tauchte am 4. August 1917 ein deutsches U-Boot vor Monrovia auf und verschoss einige Granaten in die Stadt. Eine offene Drohung, die der liberianische Präsident Daniel E. Howard aber nicht allzu ernst nahm. Laut deutschem Heeresbericht tauchte im Juni 1918 nochmals ein deutsches U-Boot in den Küstengewässern vor Monrovia auf und zerstörte durch Bordwaffen eine französische Funkstation und ein liberianisches Militärfahrzeug. Viel größere wirtschaftliche Schäden bewirkte hingegen die Blockade der Seewege um Frankreich und England, da nun auch liberianische Frachtschiffe betroffen waren.

### Der panafrikanische Traum
Nach 1920 wurde Liberias ameriko-liberianische Elite durch die Sozialutopien des Marcus Garvey aufgeschreckt, der angesichts des in den USA zunehmenden Rassismus in Liberia, Nigeria und Südafrika um Unterstützung für die Rückführung aller Afroamerikaner aus den USA warb und bereits plante, den Hauptsitz seiner Organisation Universal Negro Improvement Association (UNIA) nach Monrovia zu verlegen. Von 1920 bis 1922 warben UNIA-Aktivisten auf Veranstaltungen und in Zeitungsartikeln für diese Ziele und beantragten bei der Regierung Liberias den Aufbau einer UNIA-Mustersiedlung in der Nähe von Monrovia. Zeitgleich gründete Garvey die aus Spendengeldern finanzierte Black-Star-Line und kaufte einen Passagierdampfer, um monatliche Transporte von Übersiedlern nach Liberia und Südafrika durchführen zu können. Die liberianische Regierung wurde durch diese Pläne aufs tiefste beunruhigt, da man insgeheim fürchtete, die Einwanderer würden schon nach wenigen Monaten in Liberia die bestehende politische Ordnung zu Fall bringen, daher verweigerte die Regierung allen UNIA-Projekten ihre Zustimmung und verriet zugleich die von den „Gründervätern“ Liberias bestimmten Ziele.

### Staatsbankrott
1926 wurde den US-Firmen Firestone und Goodrich ein Teil des Staatsgebietes für Gummiplantagen für 99 Jahre überlassen. Der US-Industrie-Magnat Harvey Samuel Firestone gründete in Liberia, in der Nähe der Orte Harbel und Cavalla die größte Kautschukplantage der Welt.
Um den enormen Bedarf an Arbeitskräften zu decken, wurden die Einwohner des Landes zwangsverpflichtet. Plantagenbesitzer gingen dazu über, Dörfer und landwirtschaftliche Flächen zu zerstören, um die so obdachlos und brotlos gewordenen Einwohner auf die Plantagen zu zwingen. Durch Firestone wurde auch Einfluss auf den Finanzmarkt in Liberia genommen, nach der Weltwirtschaftskrise verdrängte die Bank of Monrovia als kapitalkräftigstes Finanzinstitut der Republik Liberia die bis dahin einflussreiche Bank of British West Africa, womit auch die Zeit der Gleichbehandlung der britischen Währung zu Ende ging.
Enormen außenpolitischen Schaden hinterließ der Fernando-Po-Skandal, bei dem die liberianische Regierung ihre eigenen Staatsbürger Sklaverei-ähnlichen Bedingungen auslieferte – ein Beleg für die skrupellose Geschäftspraxis der liberianischen Oberschicht um Präsident Charles D. B. King, der auch vor massivem Wahlbetrug nicht zurückschreckte. Nach der internationalen Verurteilung durch den Völkerbund trat Kings Regierung zurück, ihm folgte der mit der Aufdeckung des Skandals betraute Anwalt Edwin Barclay als nächster Präsident.

### Liberia im Zweiten Weltkrieg

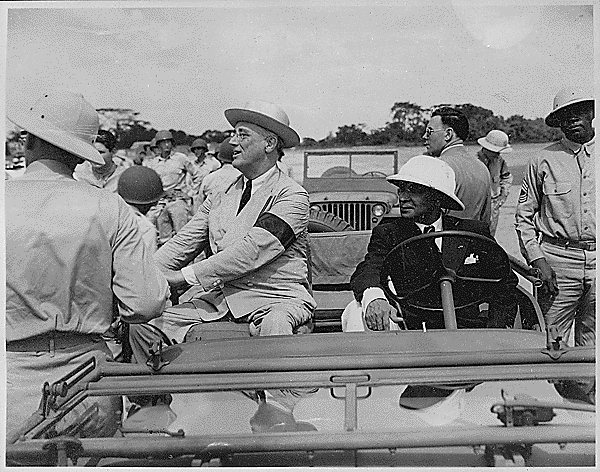
Präsident Edwin Barclay (rechts) und US-Präsident Franklin D. Roosevelt, Januar 1943

Liberias Militär bestand in den 1930er Jahren aus etwa 900 Soldaten, Angehörigen der Grenzschutzeinheit Liberian Frontier Force und einer kleinen Garnison in der Hauptstadt Monrovia, die überwiegend mit Militärparaden und polizeilichen Aufgaben beschäftigt war. Um den starken deutschen Wirtschaftsinteressen (Kautschuk) entgegenzuwirken, vereinbarte die US-Regierung 1938 ein Freundschafts-, Handels- und Schifffahrtsabkommen mit Liberia. Als Folge nahm 1941 die amerikanische Fluggesellschaft PanAm Linienflüge von New York via Miami, Puerto Rico und Brasilien auf. PanAm hatte zwei Basen in Liberia basierend auf einem Vertrag aus dem Jahr 1939 errichtet. Das Geld dafür kam aus dem geheimen Airport Development Program, welches unter der Kontrolle von US-Präsident Franklin Roosevelt stand.
Nach dem Eintritt der USA in den Zweiten Weltkrieg wurde ein zusätzliches Verteidigungsabkommen abgeschlossen und ab 1942 bis zu 5000 amerikanische Kampf- und Unterstützungstruppen, hauptsächlich Afro-Amerikaner, in Liberia stationiert. Vorsorglich erhielten diese Einheiten umfassende tropenmedizinische Versorgung, doch schon in den ersten vier Wochen wurden 951 Malaria-Infizierte registriert.
1942 wurde der internationale Flughafen Robertsfield mit der damals längsten Start- und Landebahn Afrikas gebaut. Zeitgleich begann auch der Bau des Freihafens Monrovia, der jedoch erst 1947 abgeschlossen wurde. Im Jahr 1942 wurde auch der US-Dollar als gesetzliches Zahlungsmittel eingeführt. Im Januar 1943 besuchte Franklin D. Roosevelt als erster US-Präsident das Land.
Aus deutscher Sicht bildete Liberia einen Zugang zu den Rohstoffquellen Afrikas. Bereits 1937 unterhielt die deutsche Auslandsspionage und die NSDAP in Monrovia eine Außenstelle für Westafrika, die ein Woermann-Mitarbeiter Hölscher innehatte. Auf Anordnung der liberianischen Regierung mussten alle Deutschen, in der Mehrzahl Mitarbeiter der Woermann-Faktorei, das Land verlassen oder wurden interniert.
1944 erklärte Liberia den Achsenmächten den Krieg, obwohl das Land keine aktive Rolle im Zweiten Weltkrieg leistete.

### Ära Tubman

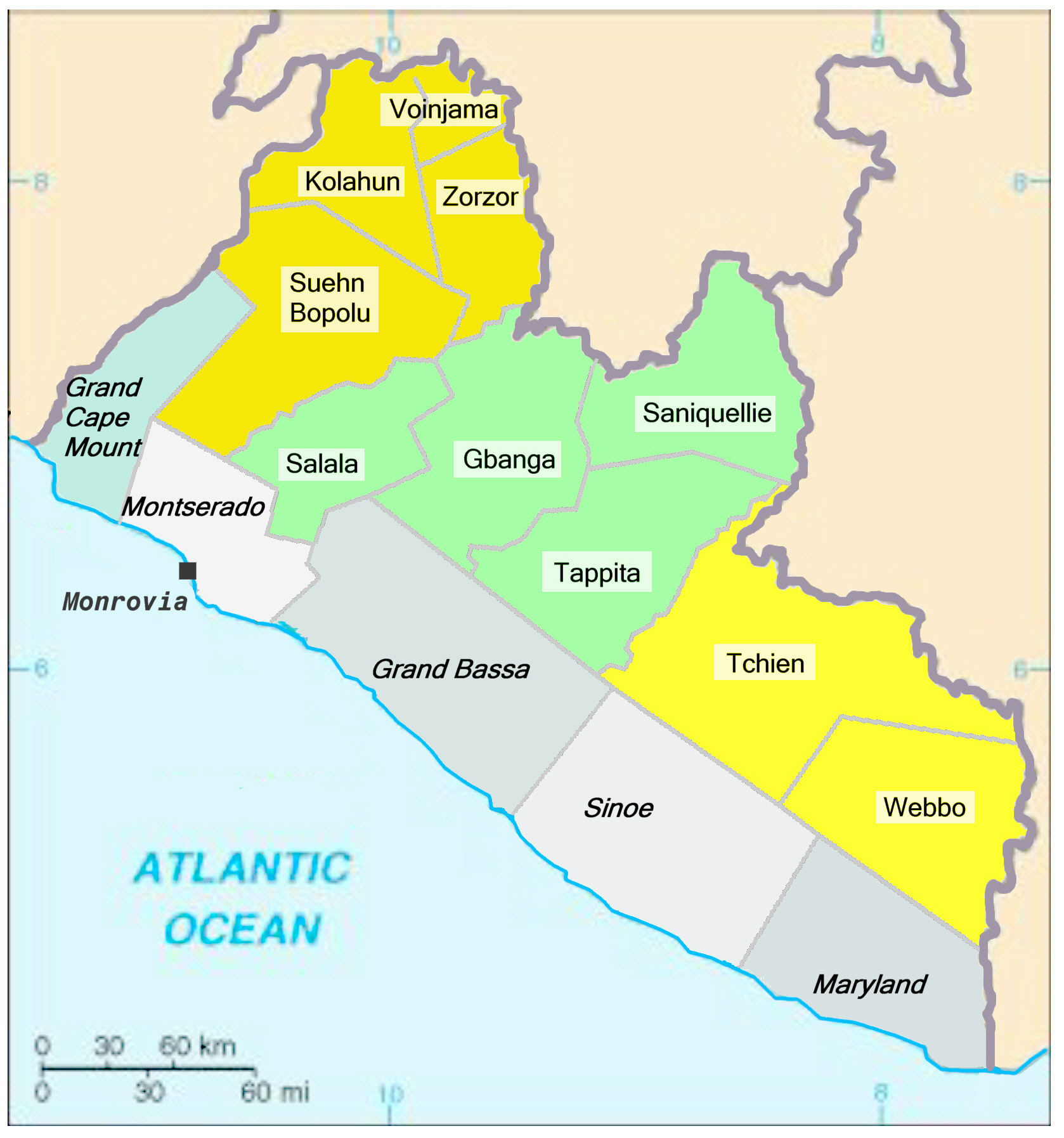
Bis 1965 bestand Liberia aus 5 Countys und 3 Provinzen mit 10 Distrikten.

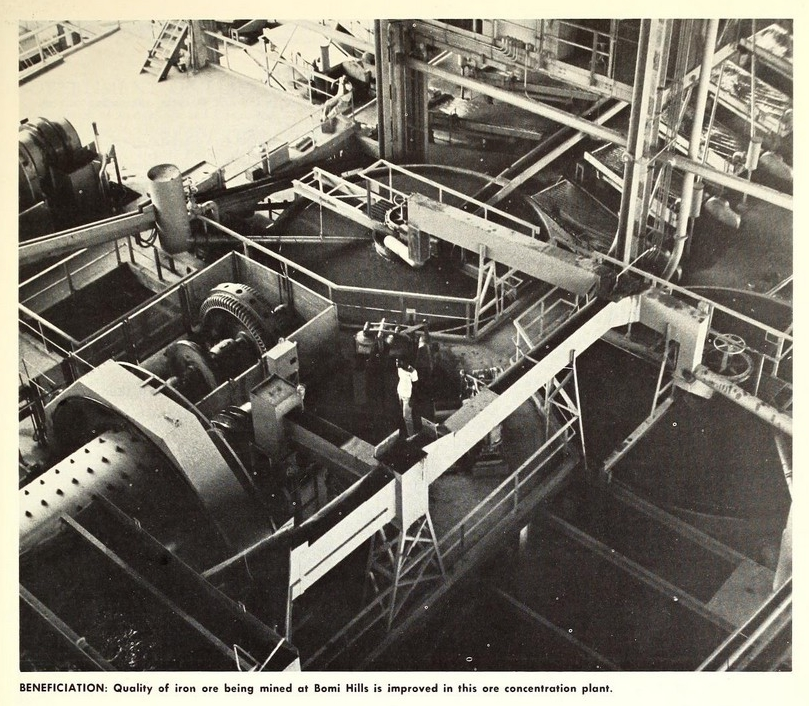
Erzmühle der Liberia Mining Company (LMC) in the Bomi Hills, 1965

1944 wurde William S. Tubman zum Präsidenten Liberias gewählt. Er entwickelte sich in seiner insgesamt 27-jährigen Präsidentschaft zu einem der einflussreichsten afrikanischen Staatspräsidenten bei der UNO, der OAU und in den westlichen Staaten. Tubman verdankt seinen Erfolg auch der wirtschaftlichen Entwicklung Liberias: 1950 stellte Kautschuk einen Anteil von fast 90 Prozent am Gesamtexportvolumen Liberias, bis in die 1950er Jahre wurde das unerschlossene Binnenland lediglich als Lieferant von Arbeitskräften genutzt und als „Reservat“ verwaltet worden. Unter Tubman begann das "Wirtschaftswunder", als reiche Erz- und Diamantenvorkommen entdeckt wurden. Die amerikanische Firma Lamco (Liberian American-Swedish Minerals Company) richtete eine Eisenerzschmelze im Hafen von Buchanan ein und baute eine Eisenbahnlinie bis hinauf in die Nimba-Berge, wo das Erz gebrochen wurde. Außenpolitisch war Tubman ein verlässlicher Partner der Afrikaner im Prozess der Entkolonialisierung, deren Anführer er gerne sein wollte (Monrovia Group). Gemeinsam mit dem äthiopischen Kaiser Haile Selassie bemühte sich Tubman Anfang der 1960er Jahre energisch, den Südafrikanischen Apartheidsstaat international zu ächten, was ihm bei vielen Afrikanern großen Respekt verschaffte. Nach Innen entwickelte er ein System von Überwachung und Kontrolle, seine PRO – (Public Relations Officers) nutzte er um jeden politischen Gegner rechtzeitig beseitigen zu können. Politisch regierte er oft mit harter Hand. 1946 wurde das Frauenwahlrecht eingeführt, doch generell war das Wahlrecht an Grundbesitz und Steuerfähigkeit gekoppelt. Ellen Mills Scarbrough wurde 1959 als erste Frau in das Repräsentantenhaus von Liberia gewählt und war damit die erste Frau in dem Parlament von Liberia. Tubman wies alle Annäherungsversuche der Sowjetunion zurück, er selbst sah sich als treuen Freund und Verbündeten der USA, die seine wirtschaftlichen Erfolge mit weiteren Projekten (Mount-Coffee-Staudamm und Erzhafen Buchanan) gegenfinanzierten. Liberia gehörte auch zu den ersten Staaten Afrikas, die diplomatische Beziehungen zu Israel unterhielten. Anfang der 1960er Jahre arbeiteten etwa 100 israelische Wissenschaftler und Techniker in Liberia, sie leisteten wissenschaftliche und technische Unterstützung, beispielsweise beim Bau des Ducor Hotels und bei der Hochschulausbildung von afrikanischen Studenten an der Universität von Liberia. Außenpolitisch geriet Liberia durch die massive Wirtschaftshilfe der Amerikaner in Konflikt mit den französischen Kolonialgebieten Guinea und Elfenbeinküste. Diese Staaten befürchteten eine zunehmende Amerikanisierung der Gesellschaft und boykottierten wirtschaftliche Angebote – beispielsweise die Anbindung Ostguineas an den Freeport Monrovia über eine Eisenbahnlinie.
Die USA nutzen ihrerseits Liberia als wichtige Luftwaffen- und Marinebasis. In der Zeit des Kalten Krieges entstand die leistungsstärkste Sendestation für Voice of America in Afrika. Von den Navigationseinrichtungen im Land wurden Flugzeuge und Schiffe im Atlantischen Ozean kontrolliert. Außerdem unterhielt der US-Geheimdienst CIA in Liberia den größten Lauschposten für Westafrika.

### Ära Tolbert

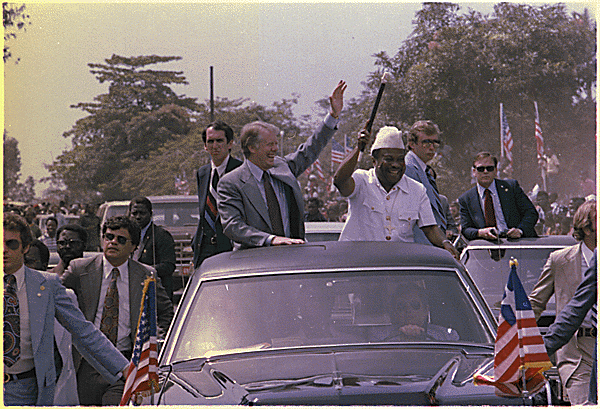
Präsident Tolbert und US-Präsident Jimmy Carter in Monrovia, 1978

1971 wurde William R. Tolbert junior liberianischer Präsident. Wie auch sein Vorgänger Tubman versuchte er die afrikanische Bevölkerung im Hinterland sozial zu integrieren. Tolbert verstärkte auch die Bemühungen um eine Annäherung zu den USA, hierzu nutzte er beispielsweise den Besuch des charismatischen afro-amerikanischen Bürgerrechtlers Jesse Jackson im Spätherbst 1972 und seinen Staatsbesuch bei Präsident Richard Nixon im Folgejahr. Die Anhebung des Preises für Reis löste 1979 jedoch Demonstrationen und Unruhen aus. Tubmans Nachfolger wurde von der Weltbank und dem Internationalen Währungsfonds unter massiven Druck gesetzt, die bereits hochverschuldete liberianische Wirtschaft zu modernisieren. Deren Experten hatten Liberias „Wirtschaftswunder“ bereits als „Entwicklung ohne Wachstum“ entzaubert. Die Gründung der Liberianischen Nationalbank wurde 1974 vollzogen, sie diente als Clearinghouse, um den Zahlungsverkehr in liberianischer Währung und die Verrechnung in US-Dollar zu ermöglichen.

### Erster Militärputsch 1980
Am 12. April 1980 übernahm Hauptfeldwebel Samuel K. Doe nach einem Militärputsch die Macht. Präsident Tolbert und prominente Mitglieder seiner Regierung, darunter der Generalstaatsanwalt J.A.A. Pierre, wurden ermordet. Die Verfassung wurde suspendiert, der Ausnahmezustand verhängt und politische Parteien verboten. Doe war der erste Präsident, der nicht den Ameriko-Liberianern angehörte. Die USA erkannten das neue Regime zunächst nicht an. Mit dem Sturz des Präsidenten William R. Tolbert und der Ablösung der bisherigen Einparteienherrschaft der True Whig Party wurde das Land zum ersten Mal von einem Angehörigen eines der indigenen Völker Liberias regiert.
Das bisherige enge Verhältnis zu den USA wurde durch den Putsch in Frage gestellt. Die USA nutzen jedoch seit dem Zweiten Weltkrieg in Liberia wichtige Luftwaffen- und Marinebasen. Außerdem Radioeinrichtungen für die Voice of America in Afrika. Von den Navigationseinrichtungen im Land wurden Flugzeuge und Schiffe im Atlantischen Ozean kontrolliert. Außerdem unterhielt der US-Geheimdienst CIA in Liberia den größten Lauschposten für Westafrika. Unter US-Präsident Ronald Reagan wurde aus strategischen Gründen deshalb eine Annäherung an das Doe-Regime vollzogen, trotz der herrschenden Gewalt und Korruption durch die neuen Machthaber. Finanzielle Hilfe erhielt Liberia von den USA auch, als libysche und sowjetische Bürger 1980/81 das Land verlassen mussten.
Mit dem IWF traf die Regierung wenig später ein Abkommen, nachdem ein Demokratisierungsprozess angekündigt worden war. Obwohl damit die ameriko-liberianische Vorherrschaft ein Ende fand, kopierte Doe deren Patronagesystem. Zwar hatte unmittelbar nach dem Umsturz eine ethnische Zuordnung der Führungsfunktionen noch nicht stattgefunden, jedoch brachte Doe in relativ kurzer Zeit bevorzugt Mitglieder seiner eigenen Ethnie (Krahn) und der Mandigo in Führungspositionen, während andere Volksgruppen, wie z. B. die Gio und Mano im Nimba County, weitestgehend ausgeschlossen wurden. So erfolgten am 15. Oktober 1985 Wahlen, bei denen Oppositionsparteien nicht zugelassen wurden, während der Führer der Opposition im Gefängnis saß. Doe gewann die Wahl mit 50,9 % der Stimmen. Obwohl der Wahlbetrug offensichtlich war, befand der damalige amerikanische Unterstaatssekretär für Afrika, Chester Crocker, dass es in Liberia eine demokratisch gewählte Regierung und einen „offenen Diskurs aller Bürger gebe“.
Schon im November 1985 gab es einen weiteren Putschversuch. Zur Vergeltung dafür richtete die Armee im Nimba County ein Massaker an. Am 6. Januar 1986 wurde Samuel Doe unter einer neuen Verfassung als Präsident und Regierungschef vereidigt. In der folgenden Zeit lähmten Korruption und Vetternwirtschaft Wirtschaft und Handel. Der US-Kongress suspendierte wegen anhaltender Verstöße des Regimes die Militärhilfe für Liberia.

## Liberia im Bürgerkrieg

### Der Erste Liberianischen Bürgerkrieg (1989–1996)
Im Dezember 1989 kam es zum Bürgerkrieg in Liberia. Die National Patriotic Front of Liberia (NPFL) unter Charles Taylor drang von der Elfenbeinküste nach Liberia ein. Die USA reagierten auf Interventionsrufe von Samuel Doe nicht und evakuierten nur die eigenen Bürger aus Liberia. In der Folgezeit verhinderte die westafrikanische Eingreiftruppe ECOMOG unter Anführung der Streitkräfte Nigerias eine Machtübernahme Taylors. Die ECOMOG suchte dabei auf Drängen Nigerias bewusst, Taylor von der Macht fernzuhalten und gab dadurch ihre eigentlich neutrale Position in diesem Konflikt auf.
Im Mai 1990 eroberte die NPFL die Städte im Hinterland. Im Juli folgte der Angriff auf Monrovia. Es kam allerdings zur Spaltung der Rebellenbewegung; Prince Yormie Johnson gründet die Independent National Front of Liberia (INPFL). Am 31. Juli wurden 200 Menschen auf einer Lutherischen Mission von Regierungssoldaten umgebracht, am 9. September 1990 Präsident Samuel Doe durch die INPFL ermordet. Im November bildete sich eine provisorische Regierung unter Amos Sawyer, einem Rechtsprofessor der Universität von Liberia. Die Anhänger Does, hauptsächlich Krahn und Mandigo, gründeten die United Liberian Movement for Democracy in Liberia (ULIMO) und begannen den Kampf gegen die NPFL. Die Vereinten Nationen verhängten ein Embargo über Liberia und es kam zur Lebensmittelknappheit.
Bis 1993 starben mehr als 150.000 Menschen im Bürgerkrieg. Etwa eine Million Flüchtlinge hielten sich im Land oder in den Nachbarländern auf, was mehr als einem Drittel der Bevölkerung Liberias entsprach.
Im März 1994 übernahm ein Staatsrat, der von der Gruppe um Sawyer, der NPFL und der ULIMO gebildet worden war, die Macht. Der Staatsrat einigte sich auf eine neue Regierung, an der die NPFL nicht beteiligt war. Kämpfe zwischen den Gruppen und mit Truppen der ECOWAS setzten sich fort.
Im August 1995 wurde in Abuja (Nigeria) ein erstes Friedensabkommen geschlossen. Charles Taylor und seine NPLF in Monrovia waren jetzt der entscheidende Machtfaktor. Im Dezember vereinbarte man einen Waffenstillstand zwischen den sieben Rebellengruppen. Außerdem wurde der Staatsrat erweitert; Charles Taylor wurde Mitglied. Eine neue Regierung wurde gebildet.

### Zweiter Bürgerkrieg
Im April 1996 kam es erneut zum Bürgerkrieg. Besonders heftige Kämpfe gab es in der Hauptstadt Monrovia und es traten hier bald wieder große Schwierigkeiten in der Lebensmittel- und Wasserversorgung auf. Im August 1996 wurde ein erneutes Friedensabkommen geschlossen, wie beim ersten Mal in Abuja (Nigeria), deshalb als Abuja II bezeichnet.

## Phasen der Demokratisierung

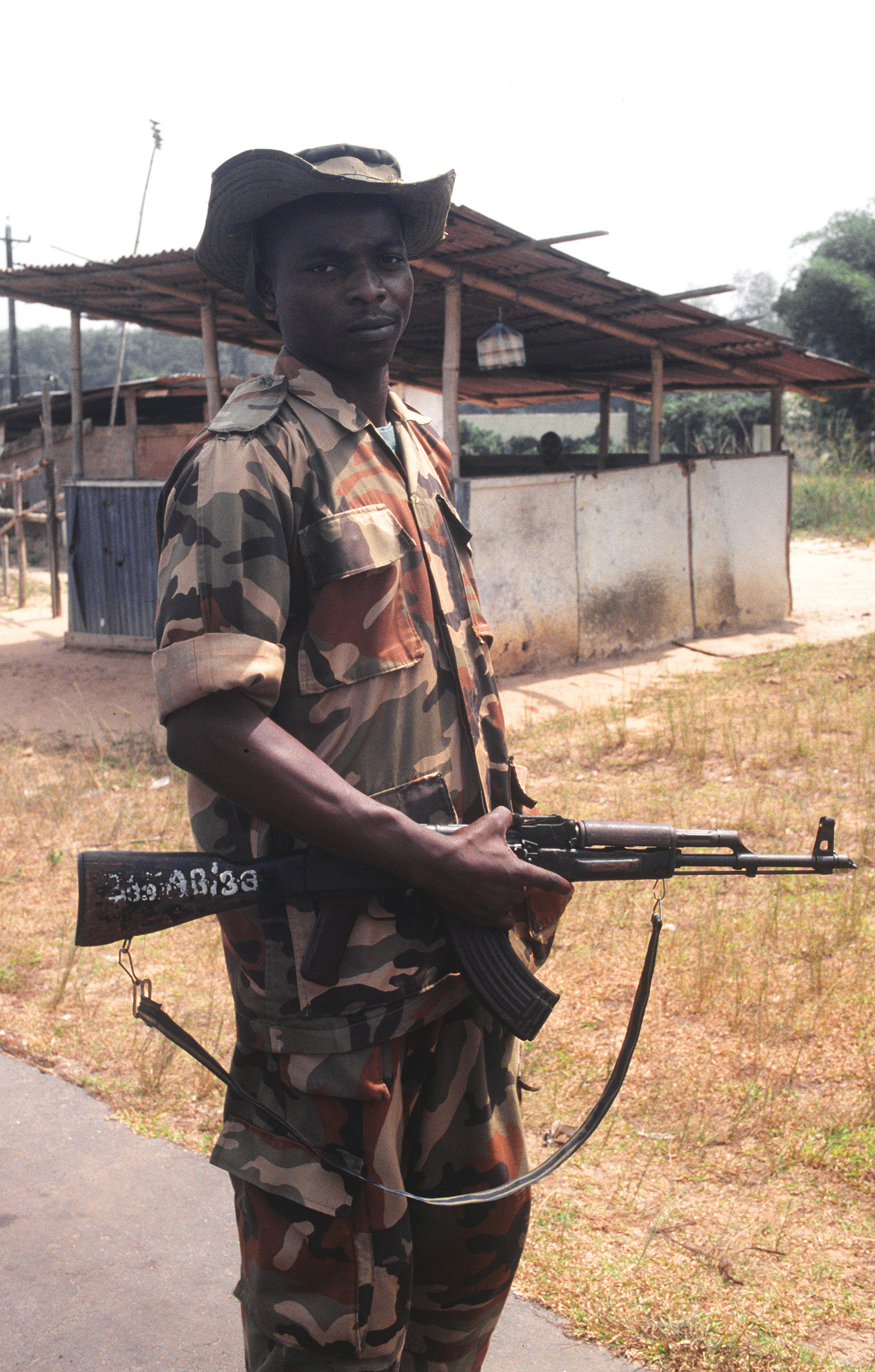
Nigerianischer ECOMOG-Soldat in Liberia 1997

Ruth Perry wurde im September Vorsitzende des Staatsrates und damit als erste Frau in Afrika Staatspräsidentin. Beobachter stellten fest, dass Nigeria durch ECOWAS eigene Interessen im Bürgerkrieg vertrat. Auch einige Europäische Firmen wurden beschuldigt, Waffen im Austausch gegen Tropenholz und Diamanten geliefert zu haben.
Im Januar 1997 führte die ECOMOG Maßnahmen zur Entwaffnung und Demobilisierung durch. 18 % der NPLF Soldaten waren Kinder: davon 69 % zwischen 15 und 17 Jahren alt, 27 % zwischen 12 und 14 Jahren alt. Die Wahlen in Liberia 1997 gewann Charles Taylor mit 75,33 % der Stimmen. Die NPP (National Patriotic Party) konnte 49 von 64 Sitzen im Repräsentantenhaus erlangen. Charles Taylor wurde am 2. August als neuer Präsident Liberias vereidigt. Wenige Tage später wurde die Verfassung von 1986 (in einigen Punkten geändert) wieder in Kraft gesetzt. Ein Jahr später, am 18. Juli 1998, begann eine dreiwöchige Konferenz, mit dem Ziel, einen Plan für Liberia bis 2024 zu entwerfen. Teilnehmer waren Liberianer, die im Ausland lebten, Gruppen aus Liberia und ausländische Partner.
Am 19. September 1998 kam es erneut zu Kämpfen zwischen Regierungssoldaten der Armed Forces of Liberia (AFL) und Roosevelt Johnsons Kämpfern der United Liberian Movement for Democracy in Liberia-Johnson (ULIMO-J) in Monrovia. Johnson suchte Schutz in der US-Botschaft. Daraufhin belagerten Taylors Soldaten das Botschaftsgebäude. Die Armee des Staates setzte sich mehrheitlich aus früheren Kämpfern der NPFL zusammen. Insgesamt gab es an diesem Tag 52 Tote. Sechs Tage später wurde Johnson von den USA nach Sierra Leone ausgeflogen.
Die katholische Organisation Gerechtigkeit und Frieden (Justitia et Pax) befürwortete im Oktober eine unabhängige Untersuchung der Kämpfe in Monrovia und die Organisation Ärzte ohne Grenzen (Medecins sans Frontières) kündigte in Übereinstimmung mit dem Gesundheitsministerium die Schließung ihres Hauptkrankenhauses in Monrovia an.
Morde, Gewalttätigkeiten und Gesetzlosigkeit in Monrovia nahmen in den folgenden Monaten zu. Erzbischof Michael Francis von Monrovia beklagte das weit verbreitete Unrecht, Mord und willkürliche Verhaftungen. Am 10. Dezember ersuchte der ehemalige Anführer einen Rebellenfraktion Prince Yormie Johnson ECOWAS um Vermittlung zwischen ihm und Charles Taylor. Die Regierung dementierte währenddessen, dass Kindersoldaten in einer Kaserne bei Monrovia ausgebildet würden.
Am 15. Januar 1999 begannen nigerianische ECOWAS-Truppen ihren Rückzug aus Liberia. Wenig später kamen Flüchtlinge aus Sierra Leone, in dem ebenfalls Unruhen herrschten, in Liberia an. Im März standen zwei liberianische Menschenrechtsorganisationen vor Gericht, wegen der Behauptung, in vier Landesteilen würden Kinder als Sklaven gehalten. Am 9. April wies die Regierung ECOMOG-Beschuldigungen zurück, Liberia unterstütze Rebellen in Sierra Leone. Schon im Januar 1999 hatte es ähnliche Beschuldigungen aus Großbritannien und USA gegeben. Auf der afrikanischen Konferenz zum Thema „Kindersoldaten“ am 22. April wurde Liberia beschuldigt, Kindersoldaten zu rekrutieren und in Sierra Leone einzusetzen. Diese Beschuldigung wurde von der Regierung Liberias zurückgewiesen. Die katholischen Bischöfe forderten einen Dialog zur Lösung der nationalen Probleme. Die UNO begrüßte die Entscheidung der Regierung, die im ECOMOG Stützpunkt gelagerten Waffen der ehemaligen Rebellenbewegungen zu vernichten. Am 9. Juni kündigte Taylor als Termin für den endgültigen Abzug der ECOMOG den 26. Juli an.
Im August besetzten Rebellen im Norden des Landes kurzzeitig einige Städte und Dörfer und nahmen Geiseln. Die Geiseln (73 Liberianer und 6 europäische Entwicklungshelfer) wurden nach ein bzw. zwei Tagen wieder freigelassen. Es gab starke Befürchtungen wegen der Flüchtlinge aus Sierra Leone im Norden des Landes, die zwischen die Kampflinien der Rebellen und Regierungstruppen kamen. Inzwischen verkündete die Regierung, sie habe die Lage wieder unter Kontrolle. Liberia beschrieb Berichte aus Guinea als Unsinn, wonach liberianische Soldaten drei Dörfer im Süden Guineas angegriffen und 28 Menschen getötet haben sollen. Am 5. Oktober wurden die Grenzen zu Sierra Leone wieder geöffnet. Mit einer symbolischen Zerstörung von Waffen wurde am 18. Oktober der Abschluss der allgemeinen Entwaffnung des Landes gefeiert.
Am 19. November wurde General Kpenkpah Konah zum Oberbefehlshaber der Streitkräfte ernannt. Im Dezember kehrten 1600 Flüchtlinge aus der Elfenbeinküste nach Liberia zurück. Am 11. Februar 2000 wurde auch die Grenze zu Guinea wieder geöffnet. Im März wurde öffentlich in Frage gestellt, ob die Schulden (27 Millionen Dollar) der ehemaligen Rebellen unter Taylor zu den Auslandsschulden des Staates gerechnet werden sollen.
Wenig später schloss die Polizei die unabhängige Radiostation Star Radio, die von der Schweizer NGO Fondation Hirondelle betrieben wurde. Ein Kommuniqué der Regierung begründete dies mit dem Hinweis, dass Provokateure die Rede- und Pressefreiheit des Landes missbrauchten. Auch Radio Veritas wurde am gleichen Tag geschlossen. Am 21. März einigten sich alle unabhängigen Radiostationen, bis auf weiteres alle Regierungsveranstaltungen zu boykottieren. Die Zeitungen erschienen am Wochenende aus Protest mit schwarzen Titelseiten. Radio Veritas wurde am 22. März nach Gesprächen wieder zugelassen.
Mit der Ausgabe von neuen Banknoten beendete die Zentralbank von Liberia am 29. März zwei seit zehn Jahren parallel bestehende Systeme.
Im August 2003 führten die noch immer andauernden Bürgerkriegswirren zum Eingreifen einer afrikanischen Friedenstruppe. Präsident Charles Taylor wurde zum Rücktritt gezwungen und ging ins Exil nach Nigeria. Ihm folgte am 11. August Vizepräsident Moses Zeh Blah im Amt nach. Nach einem Fluchtversuch wurde Charles Taylor festgenommen und dem Internationalen Gerichtshof in Den Haag überstellt. Einige von Taylors ehemaligen Kämpfern vor Gericht erklärten, er habe ihnen befohlen, ihre Feinde zu essen. Taylor wurde mit den Worten zitiert, die gegen ihn erhobenen Kannibalismusvorwürfe seien "völliger Unsinn". Taylor hat 11 Anklagen im Zusammenhang mit dem Bürgerkrieg in Sierra Leone, Liberias Nachbarland, zurückgewiesen.

## Nach dem Bürgerkrieg
Nachdem der Waffenstillstand der Bürgerkriegsparteien 2003 besiegelt war, verließ der seit 1997 regierende Präsident Charles Taylor das Land.  Ihm folgte am 11. August Vizepräsident Moses Zeh Blah im Amt nach. Charles Gyude Bryant war zwischen dem 14. Oktober 2003 und dem 16. Januar 2006 Übergangspräsident seines Heimatlandes.
Aus den Präsidentschaftswahlen vom November 2005 ging Ellen Johnson-Sirleaf (Unity Party) mit etwa 59,4 Prozent der Stimmen als Siegerin hervor. Damit setzte sie sich in zwei Wahlgängen gegen 22 Kandidaten durch, unter denen George Weah (Congress for Democratic Change) derjenige war, der mit ihr gemeinsam die Stichwahl erreichte, dort aber unterlag. Sie ist die erste Frau, die durch eine Wahl das Amt eines Staatsoberhauptes in Afrika erlangte. Bei der Wahl 2011 kam Sirleaf im ersten Wahlgang am 11. Oktober auf 43,9 Prozent der Stimmen, ihr Herausforderer Winston Tubman vom Kongress für Demokratischen Wandel (CDC) auf 32,7 Prozent. Bei der Stichwahl im November erreichte Sirleaf rund 90 Prozent. Ihr Gegenkandidat war nicht angetreten. Die Wahl wurde überschattet von gewaltsamen Ausschreitungen. Daher war die Wahlbeteiligung gering; sie lag nach Angaben von Experten bei 37 Prozent.
Zur Wahl 2017 trat Ellen Johnson-Sirleaf nicht mehr an und George Weah wurde zum Präsidenten Liberias gewählt. Auch im Parlament wurde seine Partei Congress for Democratic Change stärkste Partei. Die Machtübergabe lief reibungslos und friedlich. In Anerkennung ihrer erfolgreichen Regierungsführung und ihrer Verdienste um die Demokratisierung Liberias wurde Ellen Johnson-Sirleaf 2018 mit dem Mo-Ibrahim-Preis ausgezeichnet. Bei den Wahlen 2023 unterlag Weah knapp seinem Herausforderer Joseph Boakai (Unity Party), der damit seit Januar 2024 als Präsident im Amt ist.